# Organisation du Coastal Command (RAF) 1939-1945
Le Coastal Command était une formation militaire appartenant à la Royal Air Force (RAF). Créée en 1936, elle devait assumer les missions aériennes maritimes de la RAF, après le transfert de la Fleet Air Arm à la Royal Navy en 1937. L'aviation navale fut négligée pendant l'entre-deux-guerres, de 1919 à 1939, et fut privée des ressources nécessaires à sa mise en place et à la réalisation de ses missions. Cette situation perdura jusqu'au déclenchement de la Seconde Guerre mondiale, durant laquelle son importance fut reconnue. Le ministère de l'Air (Air Ministry) ayant choisi d'accorder la priorité aux besoins des Fighter Command et Bomber Command, Coastal Command fut souvent désigné par le sobriquet du « Service Cendrillon » ("Cinderella Service"), expression initialement utilisée par le Premier Lord de l'Amirauté de l'époque Albert Victor Alexander.
La première de ses missions était la protection des convois maritimes contre la menace des U-Boote de la Kriegsmarine allemande. Il devait aussi assurer la protection des convois contre la menace aérienne posée par la Luftwaffe. La majorité des opérations du Coastal Command était de nature défensive, défense des lignes de communication des différents théâtres de guerre de ce conflit, méditerranéen, moyen-oriental et africain, ainsi que de celui de la bataille de l'Atlantique. Il assurait également des opérations offensives. Sur le théâtre méditerranéen et en mer Baltique, il conduisit des attaques contre le trafic maritime entre la Scandinavie et l'Allemagne ou entre l'Italie et l'Afrique du Nord. En 1943, l'importance de son rôle fut finalement reconnue et son action fut décisive dans la victoire contre les U-Boote.
Le service fut actif du premier jour des hostilités au dernier jour de la Seconde Guerre mondiale. Il assura plus d'un million d'heures de vol, 240 000 opérations et détruisit 212 U-Boote. Les pertes du Coastal Command s'élevèrent à 2 060 appareils, toutes causes confondues, et à 5 866 personnes tuées au combat. Entre 1940 et 1945, le Coastal Command envoya par le fond 366 cargos allemands et en endommagea 134. Le tonnage coulé se monta à 512 330 tonnes et 513 454 tonnes endommagées. 10 663 personnes furent secourues par le Coastal Command, réparties entre 5 721 équipages alliés, 277 membres d'équipage ennemis, ainsi que 4 665 personnels non navigants.

## Équipements en dotation

### Appareils

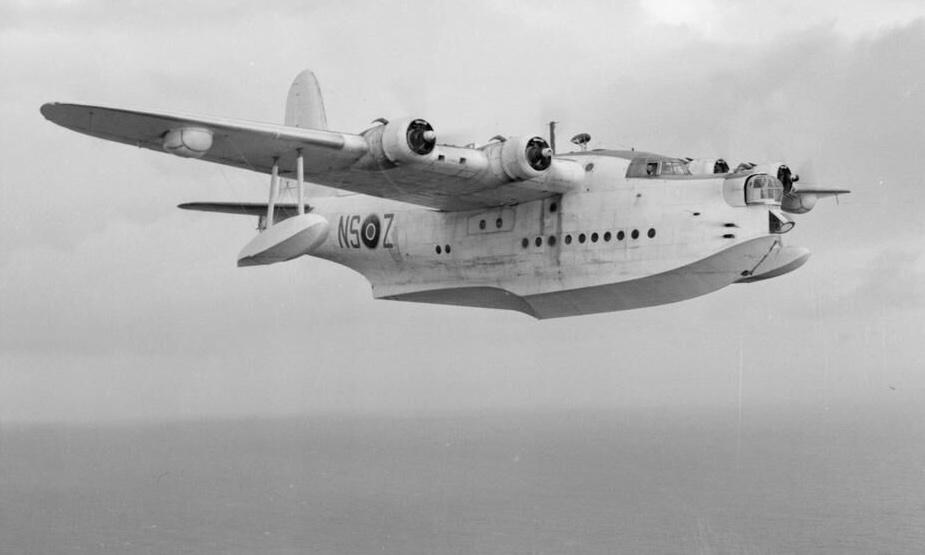
Un Sunderland. L'une des rares réussites dans les dotations antérieures au conflit, surnommé le « porc-épic volant » par les Allemands.

À l'ouverture des hostilités en 1939, le Coastal Command aligne un certain nombre d'escadrilles, 10 de Avro Anson, dont quatre d'auxiliaires, deux de Vickers Vildebeest, deux de Short Sunderland, trois de Saro London et un de Supermarine Stranraer. Vildebeest et London étant des appareils totalement dépassés. Les Anson représentaient la moitié de l'effectif mais son faible rayon d'action ne lui permettait pas d'effectuer des vols de reconnaissance à longue distance. Ce rôle était laissé aux escadrilles d'hydravions, sachant que sur les six, quatre d'entre elles alignaient des appareils dépassés. En définitive, seules trois escadrilles étaient équipées d'appareils adaptés, Lockheed Hudson et Sunderland. Les moteurs pour Anson n'étaient disponibles en 1939 qu'en quantité limitée. Sunderland et Hudson n'étaient disponibles aussi qu'en nombre limité, ce dernier ne pouvant être livré qu'au rythme de deux par mois. Pour combler ce déficit de production, Le ministère de l'Air conduisit plusieurs missions aux États-Unis pour acheter plus de Hudson.
Outre le manque d'avions, le Director of Organisation du ministère de l'Air, Charles Portal, identifie les besoins spécifiques aux missions aériennes du Coastal Command. La nature même des opérations lui incombant nécessite la capacité à assurer des vols d'une durée de vingt-quatre heures. Des appareils capables de prendre l'air dans toutes les conditions météorologiques, en particulier pour les hydravions, sont indispensables pour la sécurité des équipages et pour l'efficacité du service. Le nouveau bimoteur Saunders-Roe A.36 Lerwick (en) avait été décrit comme correspondant totalement aux besoins exprimés ; livré à partir d'avril 1939, il se révèle inadapté. Pour assurer la couverture des atterrages occidentaux et sud, il faut des appareils à long rayon d'action. Entre décembre 1939 et août 1940, le Coastal Command est renforcé. Il reçoit, en février 1940, les escadrilles 10 (RAAF, sur Sunderland), 235, 236, 248 et 254, équipés de Bristol Blenheims venant du Fighter Command. En juin 1940, les escadrilles 53 et 59 équipées de Blenheim furent également prêtés par le Bomber Command. En août 1940, la 98e équipée de Fairey Battle, fut aussi prêtée par le Bomber Command et basée en Islande. Au 15 juin, quinze autres escadrilles sont fournies au Coastal Command, sept d'entre elles étant prêtées par d'autres branches de la RAF, avec un accord ferme conclu entre le ministère de l'Air et l'Amirauté. L'effectif opérationnel quotidien du Coastal Command s'élève alors à 298 appareils, en majorité inaptes à conduire des missions de reconnaissance maritime. En un mois, il atteint trente-neuf escadrilles et 612 appareils. Onze modèles différents d'avions causent des difficultés de formation et d'entraînement des aviateurs, ainsi que des freins à la permutation des équipages.

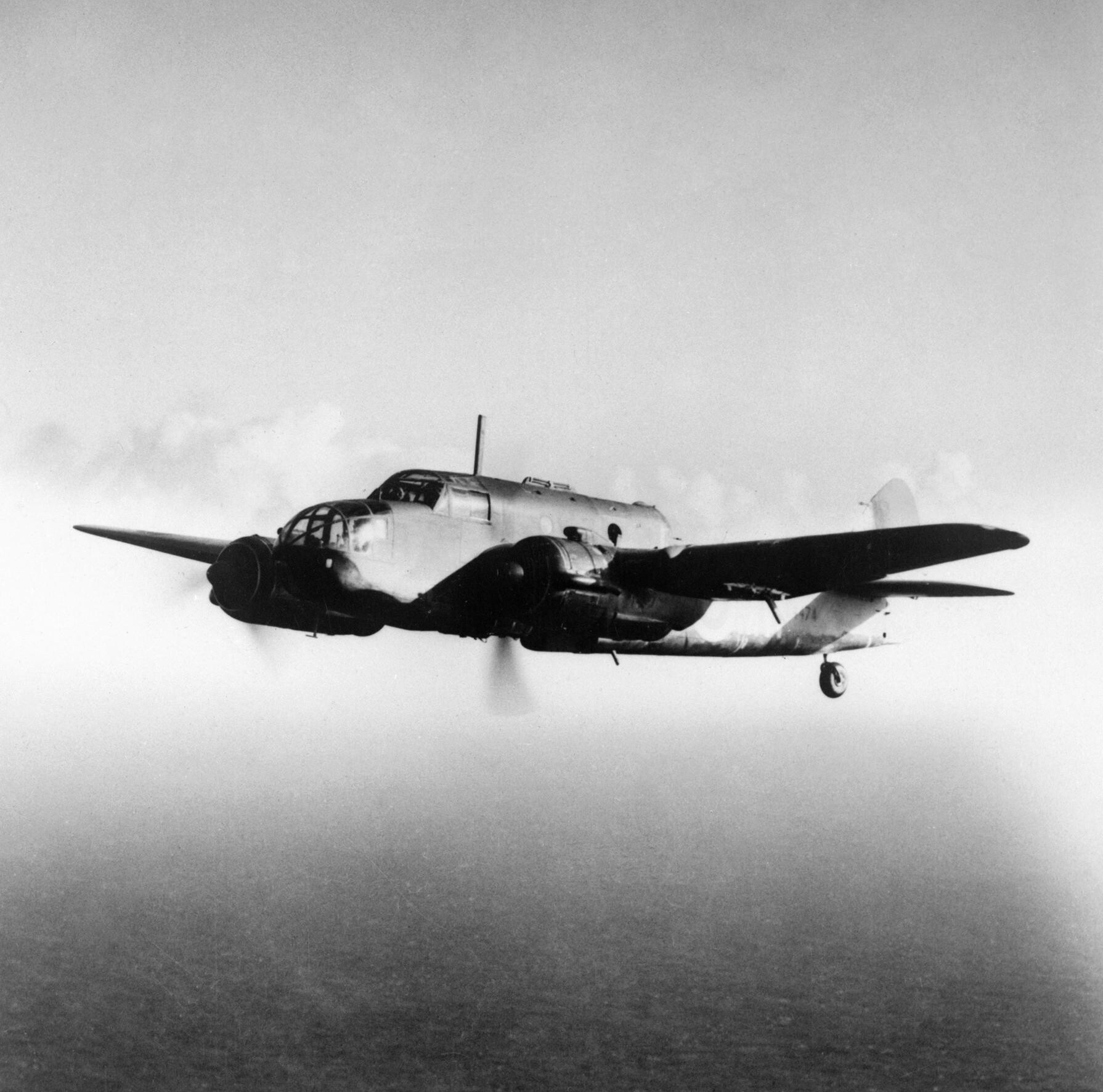
Un Bristol Beaufort du Coastal Command en patrouille, 1940

Au début de décembre 1941, la situation évolue favorablement. 18 Consolidated Catalinas, neuf Sunderlands, 20 Armstrong Whitworth Whitley et 170 Lockheed Hudson étaient disponibles. L'aviation d'assaut du Coastal Command alignait 60 Bristol Beaufort et 40 Bristol Beaufighters ainsi que 60 Blenheim en version chasseur pour un total de 397 avions regroupés en 18 escadrilles. En juin 1942, l'effectif se montait à 496 appareils disponibles. Philip Joubert de la Ferté ne se montre pas pour autant satisfait. Il estime qu'il manque toujours trois escadrilles basées à terre ainsi que dix escadrilles d'hydravions. Il conteste les affirmations du ministère de l'Air selon lesquelles le Coastal Command, pour ce qui était des appareils utilisables, est « comparativement bien servi ».
Après la nomination d'Arthur Harris au commandement du Bomber Command, la situation du Coastal Command se dégrada. Depuis l'époque où il était group-captain à la division des Plans stratégiques du ministère de l'Air, Harris avait dénoncé la mise à disposition de ressources à l'aviation maritime, suggérant que le bombardement des chantiers navals et des installations portuaires suffisait pour supprimer la menace pesant sur le commerce maritime En novembre 1942, 259 Hudson étaient disponibles mais à partager avec les autres services. Whitley et Hampden étaient trop vulnérables pour opérer à proximité des côtes ennemies sans une escorte importante de chasseurs. Les escadrilles de Beaufort furent envoyées au Moyen-Orient pour mener leurs missions sur les Balkans et l'Afrique du Nord.
L'excellent Mosquito fut pris en considération, mais la fourniture de ces appareils fut accordée en priorité aux Bomber et Fighter Command. En février 1943, le chef du Coastal Command John Slessor (en) disposait de 850 appareils. Mais si on prend en compte la qualité des appareils, rien n’était satisfaisant. Slessor écrivait toujours au ministère de l'Air, déplorant que les Mosquitos soient utilisés comme appareils de reconnaissance, que plus de 200 d'entre eux étaient affectés à des missions tactiques d'appui aux troupes au sol, pendant que le commerce subissait de lourdes pertes dans l'Atlantique. Les archives de son successeur, Sholto Douglas montrent le souhait d'améliorer la qualité des appareils existants plutôt que d'en réclamer de nouveaux. En fonction de cela, en janvier 1944, 10 escadrilles de Consolidated Liberator, cinq de Vickers Wellington équipés du projecteur Leigh light, ainsi que deux Handley Page Halifax, Hudson, et de B-17 étaient mis à disposition du Coastal Command. Liés à d'autres avancées techniques, ces appareils à long rayon d'action prirent leur part dans la défaite des U-Boote en mai 1943.

### Missions

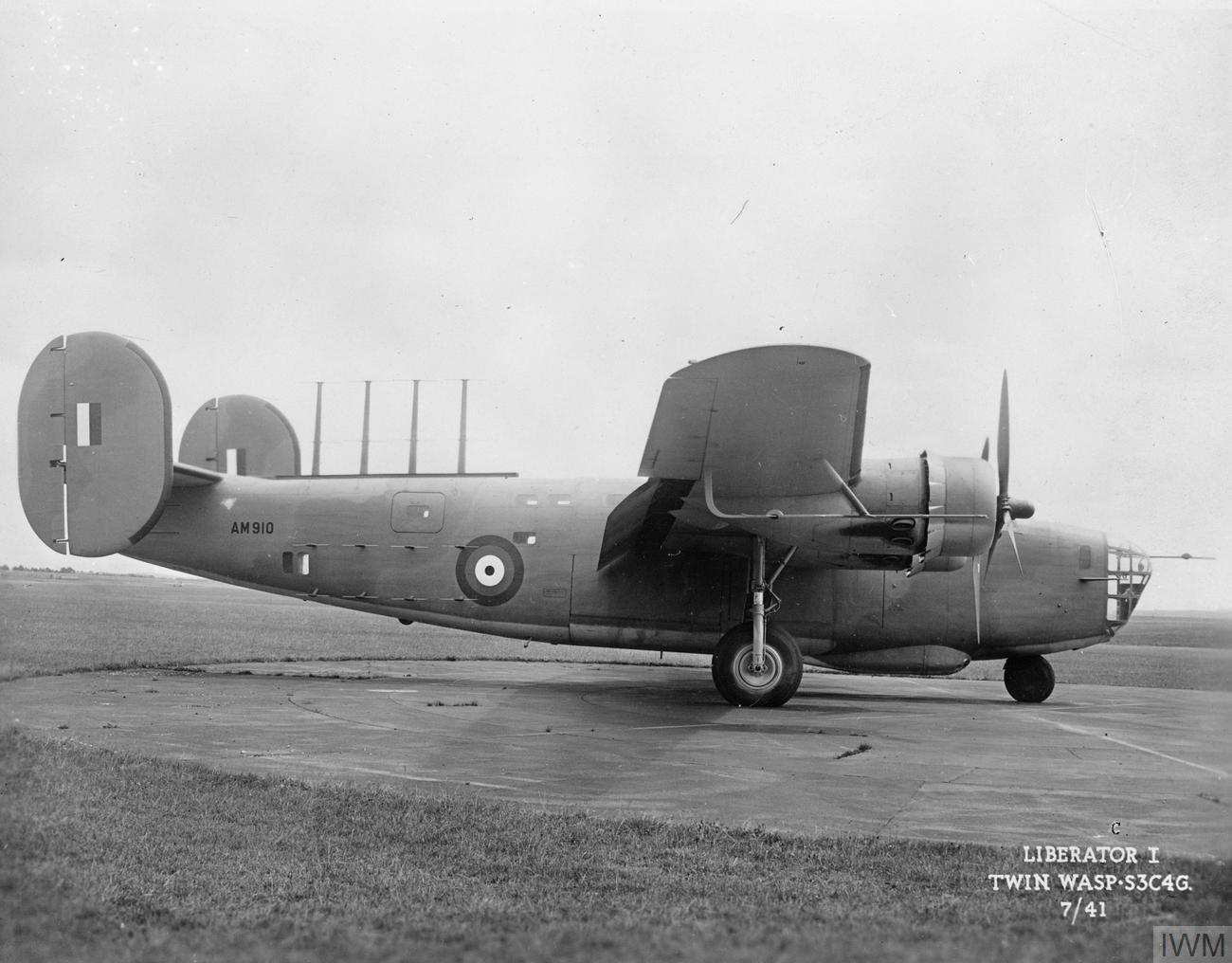
Un Liberator Mark I, après conversion, en 1941, comme appareil anti-sous-marin.

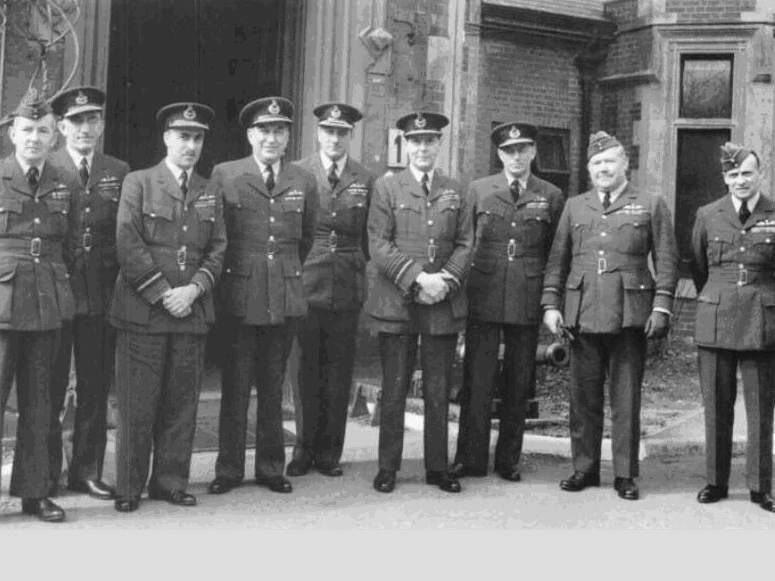
En 1942 avec le Air Vice-Marshal Brian Baker, l'Air Commodore William Primrose, l'Air Vice-Marshal James Robb, l'Air Vice-Marshal Albert Durston, l'Air Commodore Sturley Simpson, l'Air Chief Marshal Sir Philip Joubert de la Ferté, l'Air Vice-Marshal Geoffrey Bromet, l'Air Commodore Ian Lloyd, l'Air Commodore Henry Smart.

Jusqu'à la Débâcle en 1940, la mission confiée au Coastal Command et à ses avions était la couverture aérienne de la Manche, de la mer du Nord et les atterrages occidentaux. La conquête de l'Europe de l'Ouest et de la Norvège fait naître une ligne de côtes hostile, du Cap Nord au golfe de Gascogne. L'entrée en guerre de l'Italie étend la menace à la Méditerranée. Les besoins augmentent. La mer d'Irlande, couvrant les ports de la côte ouest britannique nécessite trois escadrilles supplémentaires d'hydravions. Au total, 200 appareils à long rayon d'action supplémentaires sont requis. Le Blackburn Botha étant inadapté, une solution de rechange temporaire consiste à utiliser les Anson et les Hudson pour tenir ce rôle. L'Anson, en particulier, présente un rayon d'action trop faible et n'a pas la capacité d'emport d'armes nécessaire pour détruire des sous-marins.
Vers l'automne 1941, les U-Boote commencent à opérer plus loin dans l'Atlantique. Le Coastal Command réclame 150 Catalinas et 76 Sunderlands pour équiper 26 escadrilles d'hydravions ; 32 Liberators et 32 Wellingtons, ou Whitleys, afin de mettre sur pied quatre escadrilles de reconnaissance à long rayon d'action ; 64 Mosquitos et 180 Hudsons pour équiper 15 escadrilles à rayon d'action moyen ; 128 Beauforts pour huit escadrilles de bombardiers torpilleurs ainsi que 160 Beaufighters pour 10 escadrilles de chasseurs à long rayon d'action. D'un autre côté, quatre escadrilles d'hydravions et deux escadrilles de reconnaissance à court rayon d'action devaient être envoyées en Afrique occidentale ainsi que trois escadrilles d'hydravions à Gibraltar.
En décembre 1941, le besoin de disposer d'appareils capables d'une autonomie de 2 000 miles se fit jour pour contrer les U-Boote opérant désormais à 700 miles des côtes britanniques. Si les patrouilles couvraient une zone de 350 à 600 miles correspondant aux approches des ports, les Allemands pouvaient établir leurs barrages à 600–700 miles, hors de portée. À cette époque des radars embarqués avaient fait leur apparition et les avions disposaient d'équipements pour le vol sans visibilité et pour les décollages demandant moins de longueur de piste. La priorité fut alors accordée au Coastal Command pour ses unités de lutte anti-sous-marine,
En janvier 1942, il est décidé que la limite d'utilisation des appareils à long rayon d'action serait calquée sur la capacité des équipages à supporter la longueur des missions et non sur la capacité d'emport de carburant. L'excès de fatigue des équipages affectant leur efficacité prime sur la quantité de carburant disponible. Le 7 janvier, Joubert de la Ferté décida qu'une mission pouvait durer plus de quatorze heures, ce qui réduisit les heures de vol à 4 par mission[Quoi ?]. Cette décision ne tenait pas compte de l'entrée en service des avions type Liberator en juin 1941. Le Consolidated Liberator I (en), première version du B-24 Liberator américain à entré en service au Royaume-Uni à 20 exemplaires, avait, d'après le ministère de l'Air, un rayon d'action de 2 720 miles, mais le nouveau calcul de la durée des missions le réduisait à 2 240. Joubert de la Ferté écrivit au ministère en faisant valoir que pour des missions de reconnaissance plutôt que de considérer que l'unique escadrille No. 120 Squadron RAF (en) qui en était équipé devait faire du bombardement[Quoi ?]. Le Liberator devait participer à la suppression du « trou noir (Mid-Atlantic Gap) », c'est-à-dire de la zone centrale de l'Atlantique alors privée de toute surveillance aérienne, dans laquelle les U-Boote attaquaient en toute impunité. Quand il avait remplacé Bowhill en 1941, Joubert de la Ferté a publié une directive, le 12 juin 1941, pour utiliser des Wellingtons et des Whitleys comme une réponse temporaire à la guerre sous-marine sans restriction menée par les Allemands. Les coûts d'entretien et de maintenance de ces appareils, économiquement insupportables, plaidaient pour leur remplacement au plus vite. Des Avro Lancaster et des Halifax sont, avec difficulté, obtenus auprès du Bomber Command.
Le Lancaster ne fut pas agréé comme solution de remplacement. Le chef d'état-major de la RAF, Portal, fit valoir que cet appareil était le seul capable d'emporter 8 000 livres de bombes au-dessus de Berlin et ne pouvait donc pas servir à autre chose. En conséquence, l'histoire officielle de la RAF ne mentionne pas le Lancaster comme appareil du Coastal Command. Avec un rayon d'action de 2 350 miles, il aurait pu rendre des services incalculables. La Forteresse volante B-17 est fournie au service pour la seule raison que le ministère de l'Air estimait qu'elle ne pouvait être considérée comme un bombardier lourd. Il émit une directive le 27 janvier 1942 décidant que tous les B-17 devait être remis au Coastal Command pour effectuer des opérations anti-sous-marines. Les escadrilles n°59 (en), n°206 (en) et n°220 (en), mettant en œuvre des B-17, devinrent des unités de reconnaissance efficaces, complétant le gros de celles existant au début de 1942, limitées à un rayon d'action moyen inférieur à 600 miles. Les U-Boote opéraient alors à plus de 700 miles des côtes britanniques.
Joubert de la Ferté continua à défendre avec ardeur son dossier auprès de Portal afin d'obtenir les moyens nécessaires pour le printemps 1942. Portal avait admis que la production de Sunderland était « décevante » et perturbait gravement les cinq escadrilles existantes. Portal avait aussi convenu du complet « manque d'intérêt de la part de tous ceux qui étaient concernés ». Portal insista sur sa volonté de défendre les intérêts du Coastal Command. En février 1942, le niveau attendu d'approvisionnement en nouveaux Catalina était de trois par semaine pour monter à six afin que le lot de 30 machines fût totalement livré pour le mois de mai. Mais cet effort se trouva anéanti par le déplacement outre-mer de trois des escadrilles de Catalina, les 209e, 240e et 413e.
La situation continua de la sorte tout au long de 1942. En mars, le petit nombre d'appareils adapté au service opérationnel était hors service la plupart du temps. Au 5 janvier 1942, Joubert de la Ferté fut informé que seul un cinquième de ses avions étaient opérationnels. La situation s'améliora cependant, lentement, tout au long de l'année, en dépit des pertes croissantes dans les convois et de la résistance du Bomber Command. À l'époque où John Slessor (en) succéda à Joubert de la Ferté comme AOC-in-C (Air Officer Commanding-in-Chief), il comptait 60 escadrilles, alignant au total 850 appareils. Sur ce nombre d'escadrilles, 34 étaient des chasseurs de sous-marins, avec 450 machines. Slessor estimait que le Catalina était trop vulnérable aux armes antiaériennes des U-Boote ; que les « prima donnas », c'est-à-dire les Liberator, avec leur long rayon d'action, n'étaient pas disponibles en nombre suffisant. Le 18 juin 1942, le Cabinet de guerre de Churchill fut informé que le Coastal Command ne disposait que de 39 Liberators. Quand il devient évident que les pertes dues aux U-Boote devinrent inacceptables, en mars 1943, le Coastal Command reçut enfin les moyens qu'il réclamait.

### Armements

#### Bombes

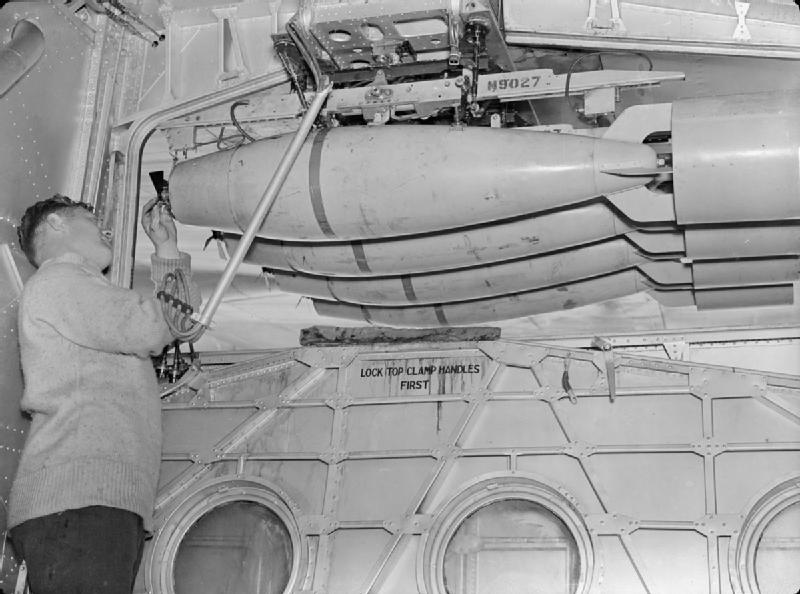
Bombes ASM de 250 livres sur un Short Sunderland.

En septembre 1939, la doctrine de lutte anti-sous-marine se trouvant mal fixée, il n'existe pas de plan clairement défini pour l'équipement des appareils du Coastal Command. Le contrôle opérationnel revient à l'Amirauté, la confiance des deux services dans les vertus de l'ASDIC se révélant infondée. Mal évaluée, la menace sous-marine est minorée ; celle des navires de surface est perçue comme prioritaire. De surcroît, aucune arme anti-sous-marine n'a été développée depuis la fin de la Première Guerre mondiale. Les armes disponibles proviennent de stocks de cette époque, tant par un souci d'économie que par l'absence de décisions.
La première arme conçue contre les U-Boote pour un futur conflit, était la bombe ASW de 100 livres (environ 45 kg). Développée en 1926 à la suite d'une demande de l'Amirauté en 1925, les essais avaient été réalisés en 1927. Curieusement, et bien que l'arme fût disponible pour des essais en 1931, aucun test d'efficacité ne fut conduit pour déterminer son action contre un sous-marin ni même pour connaître son comportement sous l'eau. Le ministère de l'Air affiche sa préférence pour la bombe de 250 livres (113 kg) voire celle de 500 livres (227 kg). Cette position est inacceptable pour l'Amirauté, qui fait état de craintes concernant la corrosion par l'eau de mer de l'un des composants de cette bombre, le nitrate d'ammonium. Malgré tout, une commande de cinquante exemplaires, de différents modèles, est passée pour réaliser des essais en mai 1939. La bombe de cent livres se révéla inefficace. Les avions disponibles ne pouvaient en emporter que deux et, dans l'hypothèse où elle touchait son but, elle ne causait que des dommages mineurs.

#### Charges de profondeur

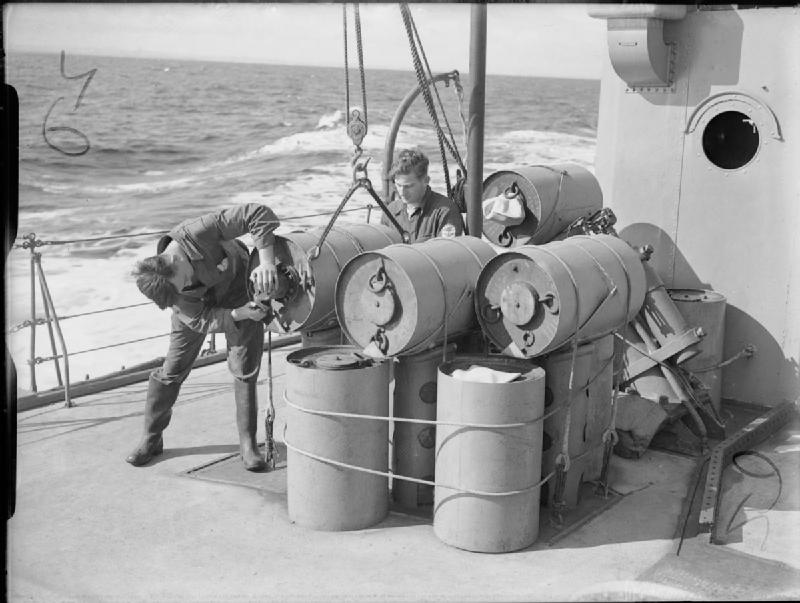
Grenades anti-sous-marines.

Les grenades anti-sous-marines (en anglais « Depth-Charge ») semblaient être plus efficaces. Seuls les hydravions étaient capables d'emporter la grenade de 450 livres (204 kg) en 1939. Elle pouvait être larguée à basse altitude, ce qui était un avantage à l'époque où aucun dispositif de visée efficace ne pouvait être utilisé. Le 16 août 1940, le capitaine Ruck-Keene émit la suggestion que la grenade anti-sous-marine soit l'armement de base de l'avion anti-sous-marin, ce que l'Amirauté reconnut. Le capitaine D. V. Peyton-Ward (en) proposa, le 8 septembre 1940, que chaque appareil escortant un convoi soit armé de grenades anti-sous-marine.
La grenade de 450 livres fut modifiée avec l'installation de carénages à ses extrémités pour accroître la sécurité, au cas où l'avion devrait faire un amerrissage forcé, les grenades n'exploseraient pas. Ces engins furent équipés d'un pistolet hydrostatique qui déclenchait l'explosion à une profondeur de 15 m, (profondeur reconnue ultérieurement comme trop importante). D'autres armes, comme la bombe de 250 livres (113 kg) explosaient au contact mais pouvaient ricocher en frappant la surface de l'eau.
La grenade de 450 livres fut l'arme standard jusqu'en septembre 1941. Elles étaient délicates à utiliser si l'avion ne maîtrisait pas exactement son altitude. De nuit, les grenades de 250 livres étaient utilisées à leur place. La grenade de 250 livres fut déployée à compter du 23 janvier 1941 et, en mai, les tests mirent en évidence que le carénage de la queue avait amélioré la précision quand elle était larguée à une hauteur de 76 m au plus. Les sources disponibles indiquent que la grenade de 250 livres avait un rayon d'efficacité létale de 3 à 10 m ; les études menées donnèrent un rayon d'action moyen de 6 m pour être fatal au sous-marin. Le choix de la profondeur pour l'explosion, et les problèmes de détonateurs, furent résolus en juin 1942. La grenade de 250 livres se révéla alors une formidable arme anti-sous-marine. Le détonateur était réglé à 10 m et l'explosif était maintenant du Torpex.
En janvier 1945, les grenades furent améliorées et réglées à 5 à 7 m, pour une profondeur moyenne à l'explosion de 6 m. La section de Recherche opérationnelle, dirigée par Peyton-Ward, était à l'origine des améliorations des armements. L'interrogatoire des équipages après les missions l'avait amené à faire installer le pistolet hydrostatique Type 13 permettant de faire détoner la grenade à une profondeur plus faible, 8 à 9 m. Ward est aussi à l'origine de la tactique consistant à larguer la totalité des grenades en une seule passe, augmentant la probabilité de la destruction du sous-marin visé.
Le 31 mars 1942, Joubert de la Ferté déclara devant le « Anti-submarine Committee » que l'utilisation simultanée des grenades de 500 livres et de 250 livres (227 kg) ne donnait pas satisfaction. Il était plus efficace de larguer un chapelet plus important de grenades de 250 livres qu'un poids équivalent en grenades de 500 livres, étant donné que la létalité du chapelet dépendait de la couverture d'une zone équivalent à quatre fois celle de la marge d'erreur. La grenade de 250 livres (Mk 8) ne devait pas être larguée d'une altitude excédant 46 m ni pour une vitesse au largage excédant 280 km/h. Joubert de la Ferté demandait une grenade au Torpex pouvant être larguée à 370 km/h depuis une altitude de 1 500 m. Le directeur de la cellule de recherche opérationnelle proposa une grenade de 600 livres (272 kg) pouvant être larguée de 1 500 m, mais l'armée et la marine étaient prioritaires pour le Torpex. Le 5 juin 1943, cette grenade fut mise en service ; les études continuant pour améliorer le détonateur d'août 1943 à décembre 1944. Il est constaté que la grenade pouvait être larguée de toute altitude entre 3 700 et 1 500 m, quelle que soit la vitesse, avec un écart supérieur à 24 m. Cette arme arrivait cependant trop tard pour avoir une influence sur la guerre ASM, et la grenade de 250 livres resta la grenade standard. Quant à la grenade de 250 livres, type Mk 9, au Torpex, larguée en chapelets de quatre à huit, de toute altitude au-dessus d'une « altitude bout-portant » (15 à 46m), et dans un rayon de 46 m autour de la cible, se révéla décisive. Selon l'opinion de John Slessor, aucune arme ne fut plus efficace que la grenade Mk 9, même pas les roquettes de 25 livres, ni la bombe ASM de 600 livres, ni le canon de 40mm.

#### Mitrailleuses et canons
En mars 1936, les premières mitrailleuses Browning fabriquées au Royaume-Uni furent fournies aux unités du Coastal Command. Les mitrailleuses Browning et Vickers Gas Operated (en) (VGO) 0,303 po (7,6962 mm) devinrent les armements standards. La Vickers avait une cadence de tir de 900 coups à la minute, la Browning, 1 030. La Vickers était alimentée par un chargeur circulaire, sujette à enraiement, tandis que la Browning, alimentée par bandes souples, ne l'était pas. Le poids de l'armement, influant sur le rayon d'action, induisait un choix sur son emploi. Le 21 octobre 1942, deux mitrailleuses tirant vers l'avant avec des munitions pour 15 secondes de tir pesaient 180 kg. L'emploi d'une unique mitrailleuse de 12,7 mm fut étudiée mais écartée. Les sous-marins ennemis et leurs avions utilisaient des canons de 20 mm ayant une portée de 910 m, tandis que la mitrailleuse de calibre .303 n'était efficace qu'à 370 m. Quelques unités de la Royal Australian Air Force (RAAF) utilisèrent des mitrailleuses de calibre .50. Le nombre de mitrailleuses des Sunderlands fut porté de 7 à 18 pour contrer les défenses des U-Boote et améliorer la défense contre les aéronefs ennemis.
En 1937, des expérimentations furent conduites sur le canon Hispano-Suiza HS-404. Il s'agissait d'évaluer leur utilisation pour défendre l'arrière du Hudson. Les résultats ne furent pas probants. Des canons de calibre 40 mm furent testés en 1939, principalement sur des prototypes du canon Vickers S. Selon des documents de la section de recherche opérationnelle, le poids, la quantité de munitions et l'usure prématurée de l'arme après seulement quelques tirs effectués sont les raisons qui amenèrent à écarter cette solution. En revanche, les canons furent fournis aux unités d'assaut, tels les Beaufighters, et donnèrent toute satisfaction dans l'attaque du trafic maritime ennemi. Des de Havilland Mosquitos équipés d'un canon antichar Molins "6-pounder Class M", variante du QF 6-pounder se révélèrent aussi extrêmement efficaces contre le trafic maritime.

#### Torpilles
L'efficacité de la torpille avait toujours été considérée comme de premier ordre. Le manque d'avions adaptés et des stocks restreints handicapa sévèrement la capacité offensive du Coastal Command. Même à la date du 10 décembre 1941, le stock de torpilles disponibles était réservé, aux trois-quarts, à la Fleet Air Arm (FAA), quel que soit le modèle. Les torpilles, fort coûteuses, sont une ressource sensible. Les conditions météorologiques au large des côtes ennemies rendait leur usage délicat, compliqué par la faible profondeur de l'eau dans ces parages. L'utilisation de ces armes contre des navires de faible tonnage, cibles ordinaires du Coastal Command, tenait du gaspillage d'un point de vue économique. D'un autre côté, les escadrilles de torpilleurs équipées de Beaufort furent basées outremer à compter d'août 1941.
Le 11 juin 1942, un rapport de l'ORS[Quoi ?] préconise l'usage de bombes plutôt que de torpilles comme armement principal en protection du trafic maritime. Il en espére un gain d'efficacité, en particulier avec le déploiement attendu du nouveau viseur Mark XIV. L'ORS arrivait à la même conclusion concernant la buoyant bomb[Quoi ?] dont l'utilisation ne pouvait être envisagée sans ce même viseur Mk XIV. Plusieurs facteurs se combinèrent pour modérer l'utilisation de la torpille comme le besoin d'un entraînement intensif, le manque d'appareils (priorité étant donnée à la marine), la production insuffisante de viseurs de bombardement.
Durant les mois de juillet, août et septembre 1941, des tests furent menés en utilisant des torpilles britanniques de 18 pouces (en), type Mk I et Mk II, avec des Catalinas. L'emploi de torpilles Mk XII fut aussi envisagé, à condition de respecter les limitations de l'altitude au largage (10 m) et de vitesse (166 km/h). En l'absence d'un altimètre suffisamment précis, une telle attaque était dangereuse car elle faisait du Catalina une cible facile pour la « flak » ennemie.

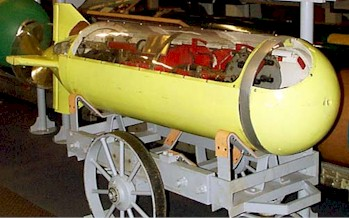
FIDO.

La torpille FIDO, aussi connue sous le nom de Mine Mk 24 est une torpille acoustique employée après le lancement de chapelets de grenades. Le premier succès de cette arme survient peu après son déploiement quand l’U-388 est coulé au large de l'Islande, le 20 juin 1943. Quelques jours plus tard, la VP-84 coule un autre submersible avec une FIDO. Peu d'informations sur cette arme furent diffusées ; même les pilotes ne pouvaient voir l'arme qu'ils emportaient tant le secret l'entourant était épais.

#### Roquettes

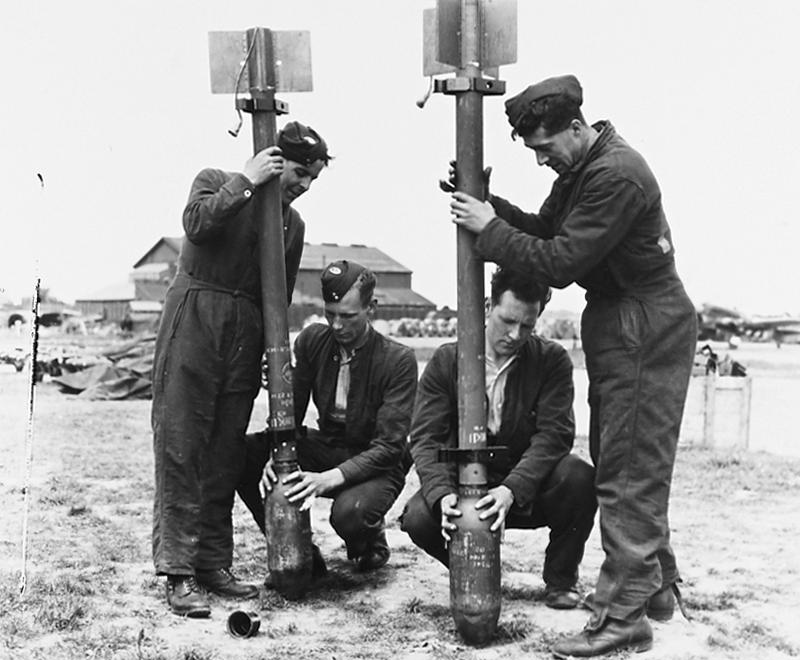
Vissage de têtes semi-perforantes « 60-pdr HE/SAP » sur des roquettes de 3 pouces « RP-3 » (1943).

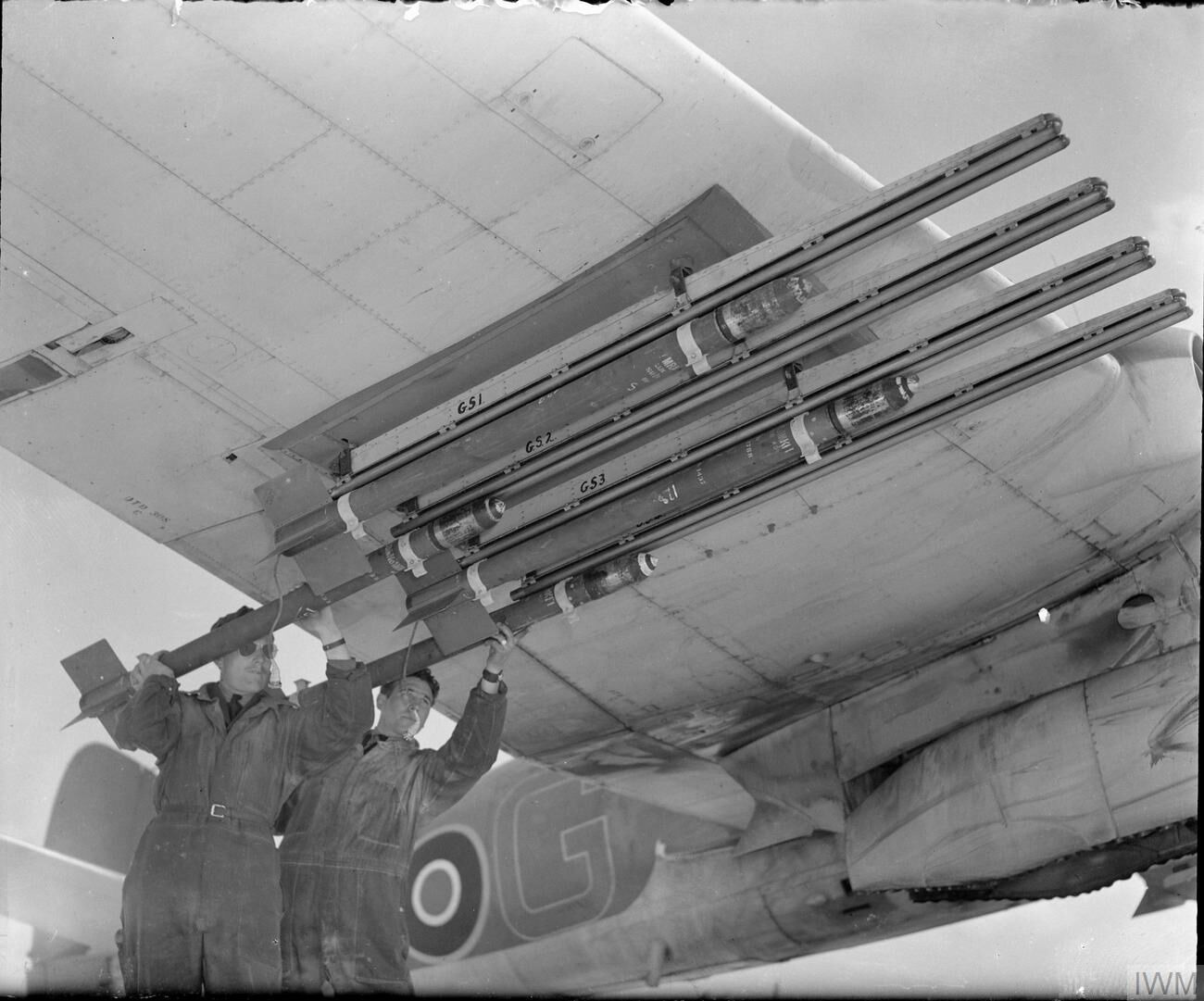
Roquettes installées sous les ailes d'un Beaufighter du Coastal Command.

Les roquettes sont des projectiles développés au cours de la Seconde Guerre mondiale. En ce qui concerne le Coastal Command, elles sont utilisées aussi bien contre les U-Boote que contre les navires de surface. Les avions pouvaient embarquer deux types de roquettes. En premier lieu, celui avec une tête garnie d'explosif puissant, celle de 60 livres ; en second lieu, celle avec une tête perforante en acier, de 25 livres, connue sous son sobriquet de « Rocket Spear. » Des supports accrochés sous l'aile de l'avion permettaient d'installer des groupes de quatre roquettes. Les essais pour utilisation ASM sont menés entre novembre 1942 et la fin de février 1943. Contre un U-Boot, elles devaient être lancées à une distance de 910 m au plus et par paire plutôt qu'en salve globale. Les essais accordaient un taux de réussite de 30 %, les roquettes ayant tendance à suivre la ligne de vol de l'avion plutôt que la ligne de visée. Bien qu'efficaces contre les sous-marins, un seul coup au but entraînant la destruction du bateau, les charges de profondeur restèrent l'arme privilégiée.
Le premier succès reconnu de cette arme est soit la destruction, le 28 mai 1943 de l'U-Boot 755, soit celle le 4 juin 1943, par le No. 48 Squadron RAF de l’U-594.

#### Viseurs

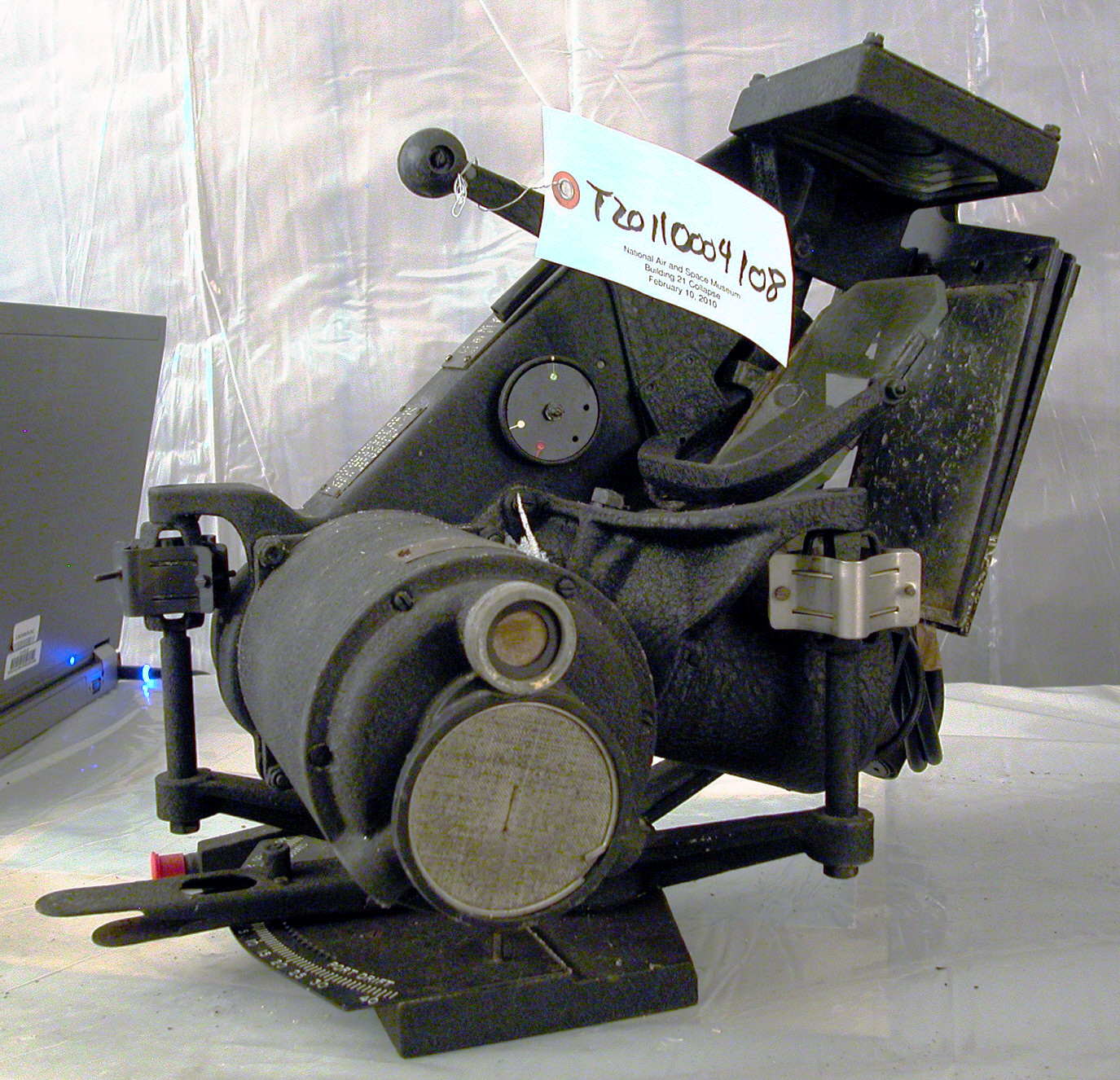
Le « Low Level Bombsight Mk. III » était composé de deux éléments, un calculateur et un viseur (ci-dessus). Celui qui effectuait la visée regardait à travers les plaques de verre pour voir défiler une image représentant des lignes horizontales et larguait les bombes quand les mouvements de celles-ci correspondaient au mouvement de la cible.

À la suite de la mise en service de la bombe ASM de 600 livres, un viseur de bombardement à basse altitude fut développé, le « Low Level Bombsight Mk. III ». Le 16 décembre 1942, lors de la huitième réunion du « Anti-Submarine Committee », présidé par Joubert de la Ferté, un rapport de l'ORS sur ce dispositif fut examiné. L'escadrille No. 59 Squadron RAF (en) avait été choisie pour mener les tests sur le viseur avec ses Liberator MkIII. AOC Wing Commander G.C.C Bartlett AFC et le P/O H.R. Longmuir (Bomber Leader) présentèrent leurs conclusions au comité :
 Trente-quatre bombes ont été larguées par trois bombardiers (le P/O H.R. Longmuir, le F/O G.W. LaForme et le F/O F.W.W. Cole) sur une cible immobile, puis sur une cible remorquée à la vitesse de 8 nœuds. Sur un total de 42 bombes, l'erreur moyenne constatée est de 18 yards.

Le comité considéra que les avantages de ce nouveau viseur basse altitude devaient être confirmés en usage opérationnel. Il fut considéré comme un progrès important dans les méthodes de bombardement à basse altitude, par rapport aux autres méthodes existantes, visée à l’œil nu ou utilisation d'un dispositif de visée classique. Les meilleurs résultats de l'escadrille 59 furent un écart au but de 5,5 m pour un lancer effectué à une altitude d'environ 250 m, et 4,5 m avec une approche à 30 m et en relevant légèrement le nez de l'avion pour un lâcher à une altitude de 120 m . Des résultats théoriques dans le rapport de l'ORS présumaient une erreur possible de 20 yards mais considéraient que le nouvel appareil de visée était prometteur. Certains équipages ne lui faisaient pas confiance, ce qui était le cas pour ceux qui ne maitrisaient pas assez son usage ; ceux-ci continuèrent à bombarder à l’œil nu. Un manque persistant de ressources disponibles fit que son usage ne fut pas généralisé. Dans les derniers mois du conflit, les équipages changèrent de tactiques et, à l'aide de nouvelles armes, estimèrent que son utilisation prenait trop de temps pour aligner la cible. La visée directe fut de nouveau privilégiée, avec un succès indéniable.

#### Détecteurs

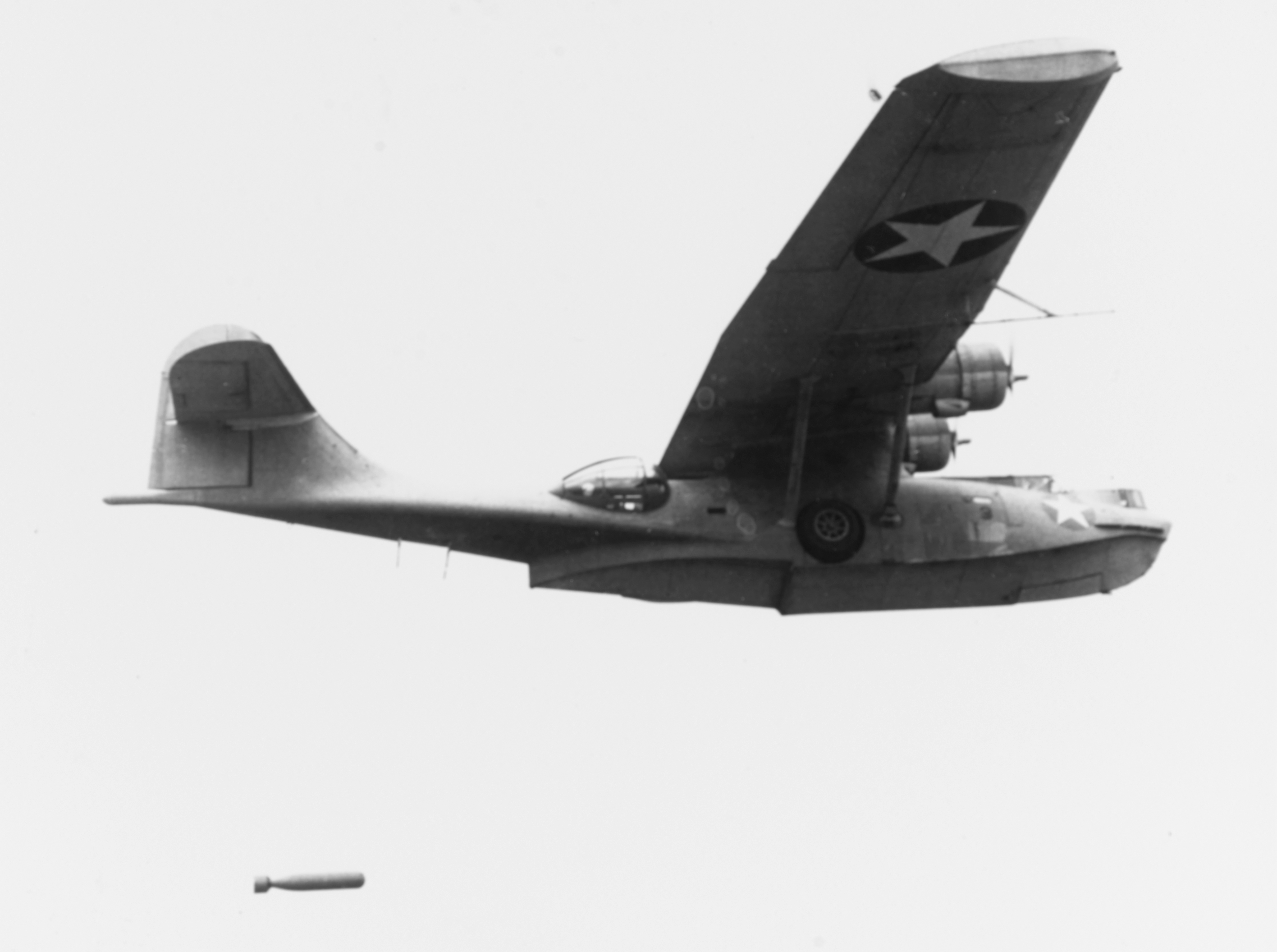
Un Catalina portant un dispositif MAD (visible à l'extrémité de l'arrière de l'appareil), en 1943.

Des détecteurs d'anomalie magnétique (en anglais Magnetic anomaly detector, (MAD)) furent utilisés pour détecter des sous-marins en plongée. Il s'agissait de magnétomètres très sensibles, installés dans la queue d'un avion (généralement un Catalina). Cet appareil permettait de détecter des anomalies du champ magnétique terrestre induites par la masse métallique d'un sous-marin. La distance de détection était de 120 mètres environ et la sensibilité permettait une localisation à quelques mètres près. Les charges de profondeur étaient utilisées en même temps que des rétro-bombes de 65,5 livres (29,5 kg) portant 11,3 kg de Torpex. Ces rétro-bombes étaient tirées, comme des roquettes, vers l'arrière, leur vitesse compensant celle de l'avion. Elles tombaient ainsi juste sur la position estimée du U-Boot et explosaient au contact. Cette arme présentait deux avantages par rapport à la grenade sous-marine, pas de réglage de profondeur avant le tir et discrétion puisque la cible ne savait pas qu'elle était attaquée en cas d'échec.
En juillet 1942, les sous-mariniers allemands réalisèrent que les appareils du Coastal Command utilisaient un nouveau dispositif, la bouée acoustique, équivalent aérien de l'ASDIC. Dans un premier temps, ils pensèrent qu'il s'agissait d'objets destinés à empêcher les U-Boot de naviguer en surface. En réalité, ces bouées permettaient de détecter un U-Boot immergé ; elles étaient mises en œuvre par les Sunderland de l’escadrille No. 210 Squadron RAF (en). Dans les rapports d'opérations, elles étaient désignées comme « High Tea ». La majeure partie des équipages ne connaissait même pas leur existence. Ces engins restèrent en service jusqu’en 1998, date à laquelle des vétérans du conflit les virent pour la première fois. Pendant tout ce temps, la RAF avait gardé le secret.
Le récepteur allemand Metox pouvait détecter les émissions radar de 1,5 mètre de longueur d'onde. En dépit de cela, le radar britannique Mark II ASV (Air-to-surface-vessel) était toujours en service en mai 1943. Un palliatif, temporaire, fut d'installer un condensateur variable pour diminuer la puissance d'émission et donner l'impression au U-Boot que l'avion s'éloignait de lui. C'est avec l'arrivée du radar ASV Mark III en 1943 que les choses changent vraiment. Dérivé du radar H2S du Bomber Command, il utilisait une longueur d'onde centimétrique, 9,1 cm au lieu des 1,5 mètre du Mk II, non détectable par les U-Boote. Il n'utilisait pas un jeu d'antennes placées sur l'avion mais un scanner rotatif. Ainsi, les échos reçus en retour donnaient une trace sur 360° sur un écran cathodique nommé vue panoramique à angle d'élévation constant. Si le radar Mark II ne couvrait qu'un arc de cercle sur l'avant de l'avion, ce n'était plus le cas avec le Mark III qui indiquait le navire comme un point sur l'écran et la côte sous la forme d'un liseré. La cible restait visible à l'écran jusqu'à une distance de 400 m. De plus, le Mark III souffrait moins des « retours de terre » dans lesquels, à courte distance, se perdait l'écho de la cible.

## Entraînement

### Premières années
Durant les années 1920-1930, les seuls personnels dont l'entrainement était complet étaient les pilotes. Les autres membres d'équipage étaient des volontaires issus du personnel au sol qualifié auxquels étaient dispensées des formations courtes en tir et en bombardement. Les pilotes étaient chargés de la navigation et quand une navigation très précise était requise, un second pilote était embarqué. Au début de 1936, une école de navigation aérienne était créée sur la base de la RAF de Manston pour former tous les pilotes destinés aux Coastal et Bomber Command. Elle assurait aussi la formation pour les pilotes affectés à des unités d'hydravions.
Du début du conflit à la mi-1941, le Coastal Command ne disposait que d'une seule OTU « Operational Training Unit ». Officiellement, elle devait fonctionner pour 17 unités. La pression pesant sur l'OTU eut pour conséquence qu'elle n'offrait pas grand-chose de plus qu'une formation de conversion pour les pilotes et membres d'équipage désireux de voler sur des appareils basés à terre. En 1940, il fut demandé au Bomber Command de fournir un support aux forces du Coastal Command, même si, à cette période de la guerre, il était déjà lui-même surchargé. Les demandes adressées au ministère de l'Air, pour redimensionner les OTU, restèrent largement ignorées. L'unique OTU destinée à l'aviation terrestre n'était capable que de former 1,1 équipage par mois, ce qui était totalement inadéquat.
Les escadrilles OTU, selon les dires du GOC Bowhill, auraient dû être préparées à former chaque mois trois équipages d'avion torpilleur et de chasseur, plus deux pour les équipages de reconnaissance au sens large. Ce n'est qu'alors que le Ministère de l'Air révisa sa position. Mais il le fit de telle manière qu'il était visible qu'il n'avait pas pris la mesure des problèmes affectant les grands commandements de la RAF. Le Bomber Command avait eu plusieurs mois de répit pour monter en puissance du début du conflit à l'invasion des pays de l'Europe occidentale mais pas le Coastal Command. De plus, le Bomber Command avait reçu l'autorisation de fusionner plusieurs nouvelles escadrilles pour en faire des OTU. Il semblait que le Bomber Command était toujours mieux traité.
La formation au torpillage était encore plus difficile. Une faible profondeur d'eau était requise pour récupérer les torpilles d'exercice. Les torpilles lancées commençaient par plonger de 6 à 15 m avant de commencer leur course. Thorney Island (en) fut choisi et rapidement abandonné car inutilisable. Il fut réutilisé plus tard mais sa proximité avec Portsmouth le fit considérer comme trop proche de la Manche. Turnberry, au sud-ouest de l’Écosse, fut ensuite sélectionné pour le remplacer, et prêté par le Fighter Command. Les écoles de torpillage (« Torpedo Training Units » (TTU)) furent créées en janvier 1943. Leurs formations permirent au Coastal Command de répondre au besoin grandissant d'équipages entraînés.
Le ministère de l'Air n'était pas vraiment arrangeant avec le Coastal Command et le manque de lieux propices à la création d'aérodromes rendit difficile une montée en puissance. Un aérodrome OTU imposait un nombre de contraintes importantes à respecter, empêchant une installation à un endroit quelconque. La principale était une zone calme où elle ne risquait pas d'interférer avec des bases opérationnelles. Pour éviter d'être la cible d’attaques ennemies, il lui fallait aussi être suffisamment éloignée des zones de combat. L'espace aérien au-dessus des routes des convois et au-dessus de zones sensibles comme Scapa Flow ne convenait pas non plus à l'établissement de bases OTU.
À la fin de l'année 1940, un déficit sévère existait, tant en nombre de pilotes qu'en radio/mitrailleurs. Il était chiffré à 100 pilotes et 200 autres membres d'équipage. La première parade fut de réduire la durée de la formation OTU. Des six à huit semaines considérées comme nécessaires, elle passa à quatre semaines ; avec pour conséquence la diminution du nombre de pilotes compétents et la qualité globale des pilotes. Le nombre de pilotes en dessous du niveau requis fut évalué à 374. Pour compenser la réduction de la formation initiale, il aurait fallu avoir un programme général de formation déjà bien établi mais le Coastal Command ne disposait pas des moyens administratifs correspondants. Seuls 24 stagiaires achevèrent avec succès leur formation, là où il en aurait fallu 64. Pour compenser, les formations de mitrailleurs et de bombardiers furent supprimées ; celles destinées au vol de nuit et au vol en formation, diminuées. La majorité des 36 000 aviateurs formés entre 1940 et 1942 furent affectés au Bomber Command. Le nombre de candidats fut aussi augmenté en abaissant simplement le niveau demandé pour postuler. Le Commonwealth fut aussi mis à contribution, le Canada fournissant une partie des 6 500 personnels envisagés par le ministère de l'Air. À la fin de 1941, la force opérationnelle du Coastal Command avait augmenté de sept escadrilles.
1942 ne vit pas la diminution des problèmes du Coastal Command. Les équipages expérimentés étaient transférés à Malte, pour s'attaquer au trafic maritime italien et allemand en Méditerranée. Les escadrilles de Hudson, Blenheim et Beaufighter avaient vu leur nombre diminuer, passant à 69, 28 et 20 équipages en janvier 1942. Le restant des équipages, 75 % environ, était loin des 200 heures d'opérations, seuil à partir duquel ils pouvaient être considérés comme chevronnés. L'efficacité des escadrilles baissa en conséquence. Le mélange de membres d'équipage expérimentés et de novices affecta le moral et fit grimper le taux d'accidents.

### Du mitan à la fin de la guerre
La qualité de la formation avait progressé à la fin de 1942 et le nombre d'équipages fournis augmentait. Pour donner un exemple, le 17e Groupe de la RAF forma 238 équipages en août 1943, utilisant les 1 007 avions disponibles. Pendant cette année, ce furent 1 863 équipages, totalisant 11 482 personnes, qui furent formés, sur 14 types d'appareils différents totalisant 255 800 heures de formation. La combinaison de besoins réévalués, la formation de plus de spécialistes ainsi que l'apparition de centres de formation complémentaires basés outremer diminuèrent le besoin d'augmenter encore la capacité de formation en 1944. Le pic de formation des équipages fut atteint en 1943. En 1944, quatre OTU furent fermées, la quantité de personnels disponibles étant suffisante. En juillet 1944, les 26 programmes de formation passent à 38 et leur durée passe à 12 semaines et 87 heures. La formation à la lutte ASM est divisée en deux parties ; la première de 5 à 6 semaines (32 journées), concernant la conversion au vol maritime et au vol de nuit ; la seconde, une phase opérationnelle, de cinq semaines, avec 55 heures de formation et 30 missions. Cette phase comprenant aussi 10 vols avec radar et entrainement au tir.
Les formations pour les spécialités étaient dispensées dans différentes écoles. Depuis le début de 1943, la formation à la lutte ASM était assurée au « Combined Anti-Submarine Training Centre » à Maydown. La formation « Air-Sea rescue » était assurée à Blackpool, sur des Avro Ansons. Celles assurant les conversions, à l'image de l'OTU no 6, entraînaient les équipages qui allaient passer sur Liberator, B-17 ou Halifax. La formation restait cependant toujours en deçà des besoins requis par les unités opérationnelles. Ce n'est qu'en octobre 1944 que des formations de remise à niveau pour les équipages passant sur de nouveaux appareils fut largement acceptée et devint la norme. Mais un équipage ne pouvait espérer bénéficier d'une telle formation qu'une seule et unique fois. Le passage de 72 à 87 heures de formation fut une amélioration notable. En 1945, une pratique était devenue habituelle pour les chefs d'escadrille (Squadron Leaders), coopérer avec les OTU pour les tenir informées des difficultés rencontrées dans les conditions de combat afin qu'elles puissent servir au mieux les besoins des unités opérationnelles, via des formations ou autres.
Plutôt que par l'introduction de nouvelles doctrines tactiques, c'est graduellement que les équipages accrurent leur compétence et leur efficacité, avec des formations spécialisées dispensées quand le besoin s'en faisait sentir. Le taux de survie des équipages abattus restait faible, la raison principale tenait à la nature des missions, à longue distance au-dessus de l'océan. Des innovations importantes, comme le radar, des avions mieux conçus, un armement plus efficace, aidèrent les équipages à développer leur expérience et le Coastal Command devint un service efficace d'aviation maritime.

### Liste des OTU du Coastal Command
Liste des OTU (en anglais : Operational Training Unit), unités de formation complémentaires, destinées aux équipages ayant déjà été formés au pilotage et aux fonctions de base, adaptées aux opérations opérationnelles, mises en place pour les unités du Coastal Command,
| N° OTU | Bases RAF    | Création      | Fermeture     | Notes                                   |
| ------ | ------------ | ------------- | ------------- | --------------------------------------- |
| 1      | Silloth      | 1940          | 11/10/43      | patrouilles                             |
| 2      | Catfoss      | 1940          | 15/02/44      | chasseurs, bimoteurs et avions d'assaut |
| 3      | Catfoss      | 1940          | 04/01/44      | Anson et Beaufighter                    |
| 4      | Stanraer     | 1941          | 1947          | Hydravions                              |
| 8      | Fraserburgh  | 1942          | 1947          | Reconnaissance photographique           |
| 9      | Aldergrove   | 1942          | 11/08/44      | chasseurs à long rayon d'action         |
| 111    | Bahamas      | août 1942     | août 1942     | B 24 Liberator et B25 Mitchell          |
| 131    | Killadeas    | juillet 1942  | juillet 1942  | Catalinas                               |
| 132    | East Fortune | novembre 1942 | novembre 1942 | Blenheim, Beaufighter                   |

## Europe occidentale

Organisation du Coastal Command, 1939-1941.

### Campagne de Norvège

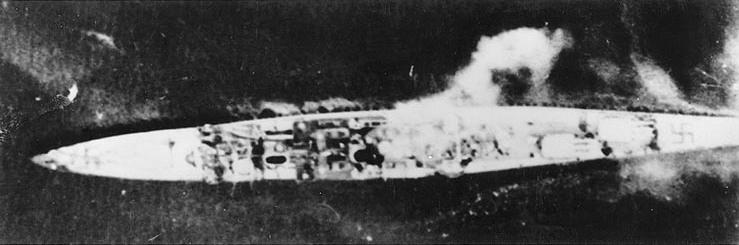
Le Königsberg sous le feu ennemi à Bergen le 9 avril 1940.

Le 16 février 1940, les Hudsons de l'escadrille 220 (en) furent lancés à la recherche de l'Altmark, un ravitailleur allemand, cause de l'incident de l'Altmark. Ce ravitailleur transportait plusieurs centaines de prisonniers britanniques. Des appareils du No. 233 Squadron RAF le découvrirent pénétrant dans le Jøssingfjord, dans les eaux territoriales norvégiennes, pays neutre à ce moment. Le destroyer HMS Cossack arraisonna le navire allemand, délivrant les prisonniers.
Le 9 avril, les Allemands déclenchèrent l’opération Weserübung. Les mauvaises conditions météo permirent à la majeure partie de la flotte d'invasion de passer inaperçue. Le 7 avril, des avions de reconnaissance du Coastal Command avaient localisé, et suivaient les mouvements des navires de ligne allemands Scharnhorst et Gneisenau. Pour les Britanniques, ils étaient en exercice et non en opérations. Le lendemain, ils furent de nouveau repérés par des Sunderlands de la 204e escadrille. Le Coastal Command reçut alors l'ordre de lancer des reconnaissances sur l'ensemble de la mer du Nord et des côtes norvégiennes. Cela permit de repérer le croiseur Königsberg dans le fjord de Bergen. Il fut coulé par des Blackburn Skuas des 800e et 803e escadrilles de l'aéronautique navale (Fleet Air Arm).
Le 17 avril, un problème de communication avec des Blenheims du Coastal Command fit perdre au HMS Suffolk sa couverture aérienne. Attaqué, il fut gravement endommagé. Il fut échoué et mis en réparation à Scapa Flow. Le 20 avril 1940, l'escadrille 233 endommagea le navire allemand Theodor, 1 940 tonnes, dans le fjord Grimstad. Les escadrilles 224, 233 et 269 menèrent des missions contre le trafic maritime ennemi et bombardèrent des aérodromes ; le tout sans succès, perdant un appareil, abattu par la flak. Le 8 juin, les Scharnhorst et Gneisenau envoyèrent par le fond le porte-avions HMS Glorious et ses deux escorteurs. Les escadrilles 22, 233, 224, 269 et 42, avec leurs Hudson, Skua, and Fairey Swordfish attaquèrent plusieurs fois les deux navires allemands. Le Scharnhorst ne fut touché que deux fois, en même temps qu'un ravitailleur non identifié. Le sous-marin HMS Clyde endommagea le Gneisenau. Pendant l'une des attaques, huit Skuas furent abattus par un escadron de Messerschmitt Bf 110s. Quatre Beauforts et un autre appareil britannique non identifié tombèrent aussi sous les coups de la flak et de la chasse allemande.

### Pays-Bas, Belgique et France
Au printemps 1940, le Coastal Command commença la surveillance du trafic maritime allemand au large des côtes néerlandaises. Ses escadrilles utilisaient à l'époque des chasseurs Blenheim IV. L'invasion de l'Europe de l'Ouest par les Allemands, en mai 1940, changea la donne. Le 11 mai, l'escadrille 235 couvre le débarquement du corps expéditionnaire britannique près de La Haye. Peu après qu'elle fut tombée aux mains des Allemands, l'escadrille 235 lança 10 bombes de 500 livres sur l'aéroport de Waalhaven, près de Rotterdam. L'escadrille 206 conduisit, avec l'accord des Néerlandais, des reconnaissances armées le long de leurs côtes. Des sites de stockage pétrolier furent bombardés par les escadrilles 220 et 233 à Hambourg et Brême, le 18 mai. Cinq Beauforts menèrent des attaques similaires sur Rotterdam le 29 mai, déclenchant d'importants incendies. Le même jour, l'escadrille 22 mène la première attaque de jour contre des E-boats dans le port de IJmuiden. Les escadrilles 40 et 500 menèrent aussi des attaques similaires.
Pendant la bataille de Dunkerque, les appareils du Coastal Command menèrent des missions de bombardement et participèrent à la couverture aérienne de l'évacuation. Le 31 mai, le Pilot officer P. Peters et son mitrailleur LAC Pepper, de la 500e escadrille, enregistrèrent la première victoire probable, en combat aérien, du Coastal Command en abattant deux Messerschmitt Bf 109 qui tentaient de les intercepter. L'escadrille 220, de son côté, détruisit quatre Junkers Ju 87 Stukas, le 1er juin, tandis que des Hudsons de la 206 abattaient deux autres Bf 109. Cependant, les combats aériens étaient rares pour les appareils du Coastal Command. Les escadrilles 22, 812 et 815 mouillèrent des mines au large du Danemark, des Pays-Bas et de la Belgique. Le 4 juin 1940, alors que l'évacuation à Dunkerque s'achevait, le 16e Groupe de la RAF, dépendant du Coastal Command, avait assuré 327 sorties, en support direct ou indirect, de l'Armée de terre ou de la Marine.

### Bataille d'Angleterre
L'occupation de l'Europe occidentale et de la côte scandinave de la Mer du Nord eut pour conséquence de compliquer la traque des U-Boote et des navires ennemis cherchant à gagner l'Atlantique, vu le peu de ressources disponibles pour cette tâche. Des moyens étaient requis tant pour les vols de reconnaissance, que la protection des Sunderlands patrouillant dans l'Atlantique, que pour les patrouilles liées à la crainte d'une invasion. Cependant, tout trafic maritime au long des côtes de l'Europe étant probablement ennemi, les cibles étaient nombreuses ; ce que continua à assurer le Groupe 18 de la RAF, dépendant du Coastal Command, au long des côtes de Norvège. Il enregistra son premier succès, le 22 juin, quand un appareil de l’escadrille 220 incendia un cargo près de Kristiansund. La priorité fut donnée aux opérations anti-invasion. Pendant la bataille d'Angleterre, le Coastal Command reçut pour mission de perturber les préparatifs allemands de l'opération Seelöwe. Pour ce faire, les deux escadrilles 53 et 59, précédemment utilisées pour la coopération RAF-Armée de terre, furent attribuées au Coastal Command en juillet 1940. Les escadrilles 21 et 57, du Bomber Command, vinrent renforcer la 254e pour attaquer le trafic maritime au long des côtes norvégiennes, par crainte aussi d'un assaut amphibie allemand lancé à partir de ces mêmes côtes.
Les Avro Anson de la 500e escadrille, rattachée au 16e Groupe, dépendant du Coastal Command, reçurent des plaques de blindage et des mitrailleuses latérales. Un canon de 20 mm fut installé dans le bas du fuselage pour augmenter la protection. Cet accroissement de la sécurité fut apprécié des équipages, même si rien n'indique qu'il fut vraiment utile. La British Cannon Manufacturing Company, intéressée par cette innovation, fabriqua un affût spécial pour ce canon. Les Anson commencèrent leurs opérations, de concert avec les Fairey Battles des 12e et 142e (en) escadrilles du Bomber Command, à partir de Eastchurch. Quelques conversions furent opérées ; la 217e passa sur Beauforts en mai 1940, tout en conservant quelques Anson ; la 502e passa sur Whitley en octobre 1940, au grand dam de ses équipages.
Les Beaufort volaient trop rapidement pour l'emploi des torpilles existantes, de nouvelles tactiques devaient être mises au point et ces appareils furent limités aux bombardements et au largage de mines. Ils furent rapidement cloués au sol mais pour d'autres raisons. Après des essais menés par la 22e escadrille, les opérations reprirent le 31 août 1940. Le 11 septembre une attaque à la torpille coula un cargo de 6 000 tonnes. Le 17 septembre, les escadrilles 22, 53 et 57 coulèrent un cargo de 1 600 tonnes dans le port de Cherbourg. Un E-boat fut aussi détruit et des dépôts pétroliers incendiés au prix d'un Beaufort abattu.
D'autres actions notables comprirent les attaques de convois menées par la 42e escadrille. Le 10 octobre, elle attaqua des convois lourdement défendus au large de Cherbourg, Dieppe et Le Havre. Un transport allemand de 2 500 tonnes fut coulé et un chasseur ennemi abattu au prix de 66 % de l'effectif engagé. La 217e prit part à l'attaque d'aérodromes de la Luftwaffe en France ; les 224e, 269e et 42e attaquèrent pour leur part le trafic au long des côtes de Norvège jusqu'à la fin de l'année. Des attaques furent aussi menées contre les barges destinées à l'invasion projetée par les Allemands. Le 13 septembre, 80 grosses barges furent détruites dans le port d'Ostende. 84 autres à Dunkerque, le 17 septembre. Au 19 septembre, c'est presque 200 barges qui avaient été détruites.

## Bataille de l'Atlantique

### Situation au début du conflit
Jusque vers la fin de 1939, la lutte anti-sous-marine (ASM) avait été largement ignorée. Dans les premiers mois de la guerre de protection du commerce, de septembre 1939 au début de 1940, trois éléments cruciaux apparurent concernant la lutte ASM. En premier lieu, les Allemands étaient dans l'incapacité de mener durablement une guerre au commerce par manque d'U-Boote disponibles ; en deuxième lieu, les craintes de l’état-major de la RAF envers des attaques aériennes massives contre le trafic maritime ne s'étaient pas matérialisées et pouvaient être écartées ; en troisième lieu, et en dépit des deux éléments précédents, les pertes dues aux U-Boote étaient suffisamment importantes pour que la lutte ASM prenne de l'importance. La confiance placée par la Royal Navy dans une flotte de surface équipée d'ASDIC pour débarrasser les mers des U-Boote s'était révélée illusoire, tant par les limitations de l'ASDIC que la vulnérabilité des navires de surface. Les appareils du Coastal Command étaient apparus comme les plus efficaces pour localiser les U-boote, mais les peu efficaces bombes ASM utilisées faisaient qu'ils étaient incapables ensuite de leur infliger des dégâts importants.
De septembre 1939 à juin 1940, les pertes dans l'Atlantique Nord approchaient les 50 000 tonnes. La situation ne pouvait qu'empirer avec la chute de la France et des Pays-Bas en mai 1940. Les U-Boote pouvaient désormais opérer depuis les ports français sur l'Atlantique, leur évitant le périlleux voyage depuis l'Allemagne ou la Norvège pour atteindre l'Atlantique en contournant l'Écosse, augmentant leur rayon d'action de plusieurs centaines de milles. La Luftwaffe avec sa, petite mais précieuse, flotte de Focke-Wulf Fw 200 Condors, pouvait aussi opérer les mêmes localisations. À partir de juin 1940, la bataille de l'Atlantique commença vraiment.

### Lutte contre les corsaires

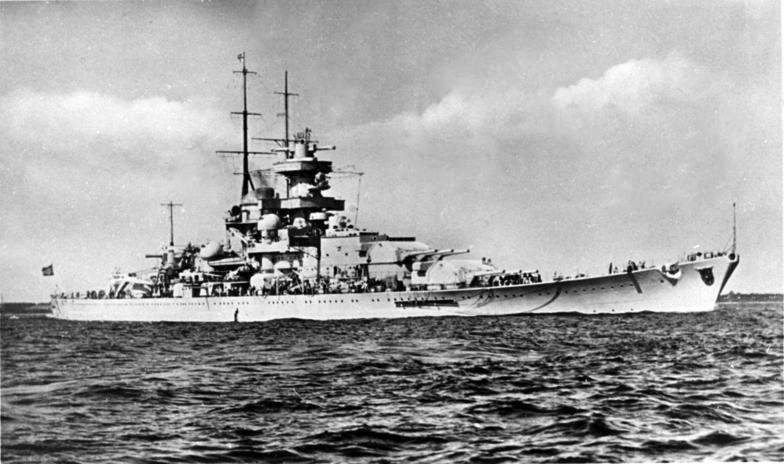
Le Gneisenau. Ce navire est sévèrement endommagé par le Coastal Command le 6 avril 1941, le mettant hors service pour 6 mois.

Quand les Britanniques déclarèrent le début de la bataille de l'Atlantique, le 6 mars 1941, la Kriegsmarine allemande cherchait déjà à rompre les routes commerciales britanniques depuis le début du conflit. Le cuirassé Graf Spee s'était glissé dans l'Atlantique en août 1939, avait causé d'importants dégâts dans l'Atlantique Sud avant d'être éliminé dans le port de Montevideo, en conclusion de la bataille du Rio de la Plata. D'autres opérations furent menées en 1940 par les croiseurs Admiral Scheer et Admiral Hipper dans les eaux britanniques avec des résultats inégaux. Bien qu'il lui ait été demandé de pister les éléments de la flotte de surface allemande, le Coastal Command n'avait pas vraiment participé aux engagements contre les raiders allemands jusqu'en 1941.
Du 8 au 10 octobre 1939, les Gneisenau et Scharnhorst avaient été repérés par le Coastal Command en mer du Nord mais sans que celui-ci fût capable de les endommager. Quand les appareils du Bomber Command arrivèrent sur les lieux, ils furent incapables trouver leurs cibles, n'ayant pas été entraînés à la recherche en mer ni à l'attaque de cibles en mouvement. Le Coastal Command ne fut pas non plus capable de détecter la sortie des Scharnhorst et Gneisenau durant l'opération Berlin en 1941. Les navires allemands envoyèrent 22 cargos par le fond, tous naviguant individuellement. Le 6 avril, après leur retour au port, ils furent repérés par un Spitfire de reconnaissance. Le Coastal Command envoya six Beauforts de la 22e escadrille, depuis leur base de St. Eval (en) en Cornouailles. Seul l'un d'entre eux, piloté par le Flying officer Kenneth Campbell réussit à lancer une torpille. Face à 250 canons anti-aériens, de flak-ships et du Gneisenau, Campbell et son équipage furent abattus et tués. Leur torpille atteignit son but mettant leur cible hors de combat pour plusieurs mois. Campbell se verra décerner la Croix de Victoria. Les autres membres de son équipage étaient les sergents J.P Scott, W. Mullis, R.W Hillman,.
Peu de temps après, la Kriegsmarine lança l'opération Rheinübung. Le Bismarck et le croiseur lourd Prinz Eugen gagnèrent l'Atlantique depuis la Norvège, avec pour mission d'attaquer les convois de l'Atlantique. À la fin du périple du Bismarck, il fut repéré par un Catalina de la 209e escadrille (en), à 650 milles au large de Brest, sa destination. L'information fut relayée à la Royal Navy. Un Fairey Swordfish, de la 818e escadrille (en) de l'Aéronautique navale (Fleet Air Arm, FAA), et piloté par le sous-lieutenant John Moffat (en), le torpilla, mettant hors d'usage ses gouvernails, et permettant sa destruction,. Le Prinz Eugen, bien que détecté, plus au sud, par des avions du Coastal Command, réussit à gagner Brest le 1er juin. Rheinübung fut la dernière tentative de la Kriegsmarine d'envoyer des navires de surface dans l'Atlantique.
L'un des échecs les plus notoires du Coastal Command fut son incapacité à s'opposer à l'opération Cerberus par laquelle les Scharnhorst, Gneisenau, et Prinz Eugen s'échappèrent de Brest pour gagner l'Allemagne en traversant la Manche, sans subir de gros dommages. Le Coastal Command ne disposait que d'une escadrille et demie de Beauforts avec équipages entrainés, pour couvrir une zone allant de la Norvège au golfe de Gascogne, soit trois appareils pour 160 km. Toutes les tentatives d'interception, de la RAF, FAA et Royal-Navy échouèrent avec de lourdes pertes.

### Lutte contre lesCondors
L'une des missions assignées au Coastal Command était celle de défendre les convois contre les attaques aériennes. Il ne disposait pas de formation adaptée, de tactiques et des appareils propres à s'opposer efficacement aux opérations de la Luftwaffe jusqu'au début de 1942. La Luftwaffe avait aussi négligé l'aéronautique navale, et son seul appareil adapté pour mener la bataille de l'Atlantique était le Focke-Wulf Fw 200 Condor. Cet appareil commença ses attaques en juillet 1940, à partir de terrains situés en France occupée. À la même époque, le Coastal Command ne disposait que de 60 Avro Ansons, Armstrong Whitworth Whitleys, Short Sunderlands, et Lockheed Hudsons, tous trop lents et trop légèrement armés pour intercepter les Fw 200. Leurs autonomies étaient aussi insuffisantes. Le Sunderland disposait de la puissance de feu et du rayon d'action nécessaires mais restait trop lent pour se mesurer au Condor. Seuls un ou deux avions étaient envoyés pour couvrir un convoi approchant des côtes britanniques rendant rares les occasions de combat aérien. Pour cinq combats recensés, on compte deux avions britanniques abattus (un Hudson et un Whitley) pour deux Condors détruits et un autre endommagé. Entre août 1940 et février 1941, les Fw 200 coulèrent 85 navires pour un tonnage de 363 000 tonneaux.
L'entrée en scène du Beaufighter donna au Coastal Command un avion capable de combattre les Condors. Armés de 4 canons de 20 mm dans le nez et volant 160 km/h plus vite que le Fw 200, il montra son efficacité. Le 6 avril 1941, un Beaufighter abattit un Fw 200. Deux autres furent endommagés en 1942 ; cinq autres furent détruits en 1943, bien que les Condors fissent leur possible pour éviter les convois escortés par des Beaufighter. Avec l'augmentation du nombre des avions britanniques, cela leur devint difficile. À partir de décembre 1943, les De Havilland Mosquitos furent utilisés massivement dans le golfe de Gascogne, rendant suicidaires les missions des Condor".

### Contre les U-Boote, 1939–1941

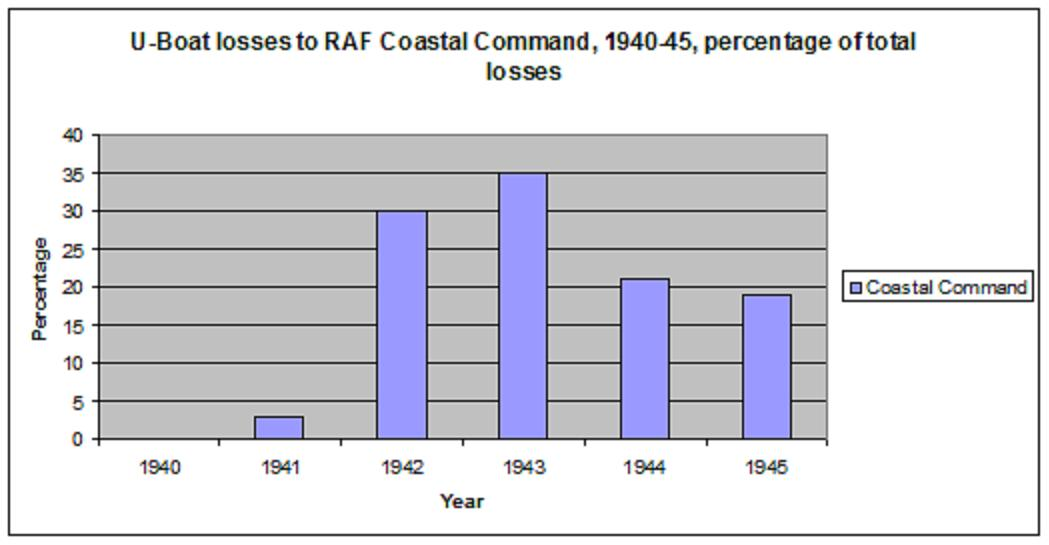
Arthur Harris avait une fois qualifié le Coastal Command d'« obstacle à la victoire ». Les statistiques racontent une autre histoire. Le Coastal Command coula plus de U-Boote que n'importe quel autre service allié.

En 1939, les opérations ASM furent plus compliquées par l'inadéquation des armes disponibles que par le manque d'avions à long rayon d'action. Jusqu'à l'adaptation des grenades anti-sous-marines au largage à partir d'un avion, le Coastal Command ne pouvait compter que sur des bombes de 100 et 250 livres, sans effet sur les sous-marins. La destruction des navires marchands débuta dès le début des hostilités et, le 13 novembre 1939, une directive fit de chaque mission une mission ASM. Vu la destruction de 73 navires durant les deux premiers mois de la guerre, c'était devenu indispensable. Mais les escadrilles manquaient d'armes, d'avions et de moyens de détection des U-Boote.
Les convois quittant les Îles britanniques bénéficiaient d'escorteurs jusqu'à l'ouest du 13° de longitude ouest. Les Hudsons pouvaient patrouiller jusqu'au 17° degré de longitude ouest mais n'avaient pas la capacité de rester alors sur place. De Gibraltar, le manque d'hydravions signifiait que la couverture aérienne était limitée à 160 km. Malgré tout, les plus grands efforts furent faits pour qu'avec ces ressources limitées, une couverture aérienne soit fournie de l'aube au crépuscule, période où les U-Boote pouvaient mieux voir les silhouettes des navires se découper sur l'horizon.
La difficulté résidait dans la mise en pratique. La France fut un allié vacillant jusqu'au début de l'été 1940, et le Coastal Command partagé entre les forces navales ennemies opérant depuis l'Allemagne puis depuis la Norvège. Celles-ci mettaient en œuvre des navires de surface et des U-Boote cherchant à gagner l'Atlantique en profitant des périodes d'obscurité et de conditions météo défavorables aux avions qui ne disposaient pas alors de radar. Des biplans Tiger Moth furent utilisés, tout comme des pilotes civils, pour compenser le manque d'Hudsons. Ces petits avions n'étaient pas armés pour se défendre contre des chasseurs ennemis mais pouvaient embarquer des bombes ASM de 250 livres à condition que celles-ci fussent disponibles. Les Anson ne pouvaient emporter que des bombes ASM de 100 livres, qui étaient inefficaces contre les U-Boote, sans compter que les équipages n'étaient pas suffisamment entraînés à leur mise en œuvre.
En janvier 1940, les U-Boote repartirent à l'offensive. 21 d'entre eux coulèrent 42 navires, tous à l'est du 11° de longitude ouest, dans le rayon de couverture du Coastal Command. La situation empira sans devenir désastreuse après la défaite de la France. Le besoin d'appareils à long rayon d'action fut mis en évidence par le premier succès du Coastal Command. Un Sunderland de la 228e escadrille (en) repéra l'U-55 en train de plonger après avoir coulé trois navires ; il se dirigea vers la zone des destroyers qui coulèrent le sous-marin. Seul, le Sunderland n'aurait pu empêcher que le U-Boot lui échappe.
En mai et juin, les U-Boote opérèrent à l'extrémité ouest de la Manche. Les avions du Coastal Command réalisèrent 17 attaques, toutes infructueuses. Il fut ordonné de remplacer les bombes par des grenades ASM. Mais il n'existait pas de modèle adapté aux avions. Une version modifiée de la grenade de 450 livres fut utilisée. Il n'existait pas non plus de tactique permettant de localiser un U-Boot. En 1940, ils attaquaient de nuit, en surface. L'Asdic ne pouvait détecter un U-Boot en surface et les fusées éclairantes n'étaient pas adaptées aux basses altitudes que les avions devaient respecter pour leurs attaques. La parade résidait dans une meilleure coopération entre le Coastal Command et la Marine.

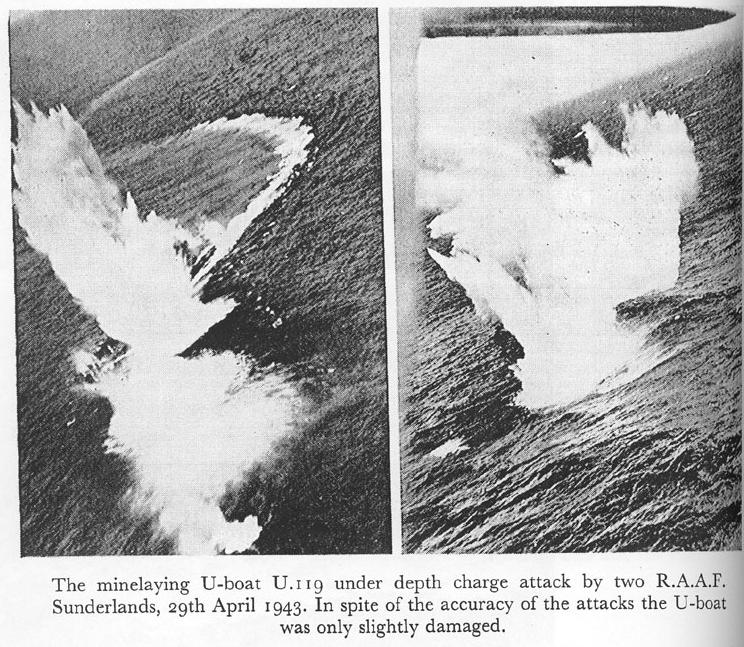
L’U-119 sous le feu d'un Sunderland, le 29 avril 1943. Il en réchappa pour être coulé deux mois plus tard.

À partir des ports sur la côte française, les U-Boote pouvaient traquer leurs proies jusqu'à l'est du 20° degré de longitude ouest. Pour assurer la lutte ASM dans l'Atlantique, les différents services concernés mirent en place le ACHQ (Area Combined Headquarters, Quartiers Généraux Combinés de Zone). Cette structure inter-services devient le centre nerveux de la guerre sur l'Atlantique. Mais les unités combattantes avaient toujours besoin de radars, de moyens d'illuminations pour attaquer leurs cibles, ainsi que d'avions à très long rayon d'action. Le ministère de l'Air préféra privilégier les besoins du Fighter Command pour compenser les pertes dues à la bataille d'Angleterre. Entre le 1er octobre et le 1er décembre 1940, 100 navires alliés furent coulés. Durant la Première période des Temps heureux, entre mai et le début de décembre 1940, les U-boote coulèrent 298 navires, pour un tonnage de 1,6 million de tonnes, la plupart dans la zone des Atterrages occidentaux. Ces destructions furent effectuées, pour la plupart, par 18 U-Boote seulement. Parmi les navires coulés, on comptait 37 pétroliers, dont 27 britanniques. Ces succès furent effectués sans l'aide de la Luftwaffe, qui avait, elle aussi, été incapable d'apprécier l'importance de l'aviation maritime. Les reconnaissances pour détecter les convois avaient été inexistantes.
Des tactiques plus efficaces devaient être élaborées si les moyens alloués au Coastal Command n'étaient pas augmentés. Deux changements importants furent mis en œuvre, des patrouilles sur les itinéraires suivis par les convois et d'autres patrouilles sur les routes utilisées par les U-Boote pour leurs transits entre leur base et leurs lieux d'opérations. Les deux mesures furent efficaces, si l'on en juge par les journaux de bords des sous-marins allemands et italiens, qui constataient qu'ils n'avaient plus la possibilité de suivre les convois, en surface. Elles augmentèrent aussi rapidement la probabilité de destruction des U-Boote. La traversée du Golfe de Gascogne par les U-Boote donna ainsi lieu à de nombreux combats aériens ou entre avions et U-Boot, dont l'intensité culminera en 1943. À ce moment, en 1940, le Coastal Command était crédité de la destruction d'un U-Boot, de deux autres en coopération avec la Marine ; deux autres U-Boote avaient été reconnus comme « endommagés », mais auraient été détruits si des armes efficaces avaient été disponibles.

Organisation du Coastal Command, de 1941 à 1945.

En 1941, la situation s'améliora. Du 1er janvier au 5 mars, 79 navires furent coulés, pour un seul U-Boot endommagé. Mais, du mois d'août à décembre, trois autres furent coulés, et trois endommagés, par voie aérienne. Ce chiffre est significatif si l'on considère qu'il n'y a alors qu'une douzaine de U-Boote en opérations. Les grenades anti-sous-marines commençaient à parvenir aux escadrilles et les radars faisaient leur apparition (encore que certains équipages n'étaient toujours pas convaincus de sa capacité à détecter les sous-marins). Le Coastal Command publia des instructions tactiques visant à larguer l'ensemble des grenades en une seule passe, réglées pour exploser à 18 m de profondeur, avec un écart entre chaque de 18 m. Par la suite, des pistolets hydrostatiques permettant une mise à feu entre 8 et 10 m furent fournis. L'écart entre chaque grenade fut aussi porté à 30 m. Ce type de largage global posa un problème. Une attaque infructueuse signifiait aussi l'impossibilité de la renouveler. Un appareil comme le Wellington pouvait embarquer 10 grenades de 250 livres, dont chacune était capable de couler un U-Boot si elle explosait à une distance de moins de 4 m. Lancer 10 grenades pouvait s'apparenter à du gaspillage. Les avions reçurent l'ordre d'attaquer dans les 30 secondes suivant le repérage du sous-marin, durée correspondant à celle dont le sous-marin avait besoin pour plonger. Certains équipages lançaient leur attaque au-dessous de l'altitude préconisée, 30 m, au risque de devoir éviter de heurter leur cible. La grenade de 450 livres, dans sa version modifiée, ne pouvait être larguée à une vitesse excédant 150 nœuds sous peine de la voir se briser en heurtant la surface de la mer. Celle de 250 livres pouvait être lancée à 200 nœuds et était très précise ; elle devint l'armement standard.
Les radars embarqués aidèrent, à côté du flux croissant d'informations fournies par Ultra à contenir la menace des U-Boote en 1941. Ils pouvaient être détectés à 24 km au maximum, la distance moyenne de détection était 14 km. Des condensateurs variables furent introduits pour diminuer la force du signal émis par le radar et, par conséquent, le risque pour l'avion patrouillant d'être détecté par le U-Boot. Courant juillet 1941, ces innovations et le renseignement renvoyèrent les U-Boote à 300 milles à l'ouest, dans des zones où il n'y avait pas de couverture aérienne mais où le trafic maritime était aussi moins dense. Que l'ennemi soit désormais à 500 miles de ses bases terrestres entraîna une diminution des activités de patrouille britanniques. La densité d'appareils présents à 500 miles chuta de 80 %.
À ce moment, le Coastal Command devait imaginer une nouvelle stratégie pour combattre les « loups gris ». Car durant les mois précédents, sa participation à la bataille de l'Atlantique avait été modeste, contribution à la capture du U-570, renommé HMS Graph, et à la destruction de trois autres U-Boote en coopération avec les forces navales. Il avait mené 245 attaques aériennes contre des sous-marins et en avait endommagé entre 10 et 12. Joubert de la Ferté, en prenant ses fonctions d'AOC du Coastal Command, demanda de se concentrer plus sur la lutte contre les U-Boote et d'intensifier les opérations offensives. Par opérations offensives, il entendait bloquer aux U-Boote leurs routes de transit depuis leurs bases fortifiées de la côte Atlantique :
L'arbre de la menace des U-Boot dans l'Atlantique a ses racines dans les ports du golfe de Gascogne et ses branches s'écartent largement, des convois de l'Atlantique Nord aux Caraïbes et des rivages nord-américains aux itinéraires empruntés par les cargos rapides naviguant sans escorte,.
Le golfe de Gascogne était la principale voie empruntée par les U-Boote pour gagner leurs terrains de chasse. Sur six U-Boote, cinq empruntaient cette voie qui les faisaient passer à portée de la RAF. Le Coastal Command décida d'interdire l'usage de ces routes, donnant lieu à ce qui fut appelé la « Première offensive sur le Golfe » (First Bay Offensive) de juin à novembre 1941. Ce fut un échec. Durant la période courant du 1er septembre au 30 novembre, 3 600 heures de vol aboutirent à 31 repérages, 28 attaques, pour un résultat de cinq U-Boote « probablement » sévèrement endommagés. La seule destruction enregistrée ayant eu lieu le dernier jour de la période considérée, quand un Whitley de la 502e (en) coula l’U-206, détecté au radar.

### Contre les U-Boote, 1942–43
En 1942, les Alliés enregistrèrent la perte de 8 millions de tonnes en navires de commerce, et lancèrent pour 7 millions de tonnes de nouveaux cargos. Les U-Boote ayant coulé 1 160 des 1 164 navires perdus. La plupart des pertes se situaient dans la partie centrale de l'Atlantique, zone à portée des Sunderland et Liberator, mais que le Coastal Command ne disposait qu'en petit nombre. L'entrée en guerre des États-Unis fournit aux U-Boote un ample choix de cibles. Le Coastal Command éprouva des difficultés à maintenir sa force. Ses unités opéraient maintenant des États-Unis, de l’Afrique de l'Ouest, en Méditerranée, d'Islande, de Russie, de Gibraltar, d'Afrique du Nord et du Moyen-Orient ; certaines escadrilles furent même envoyées sur le théâtre d'opération du Pacifique.

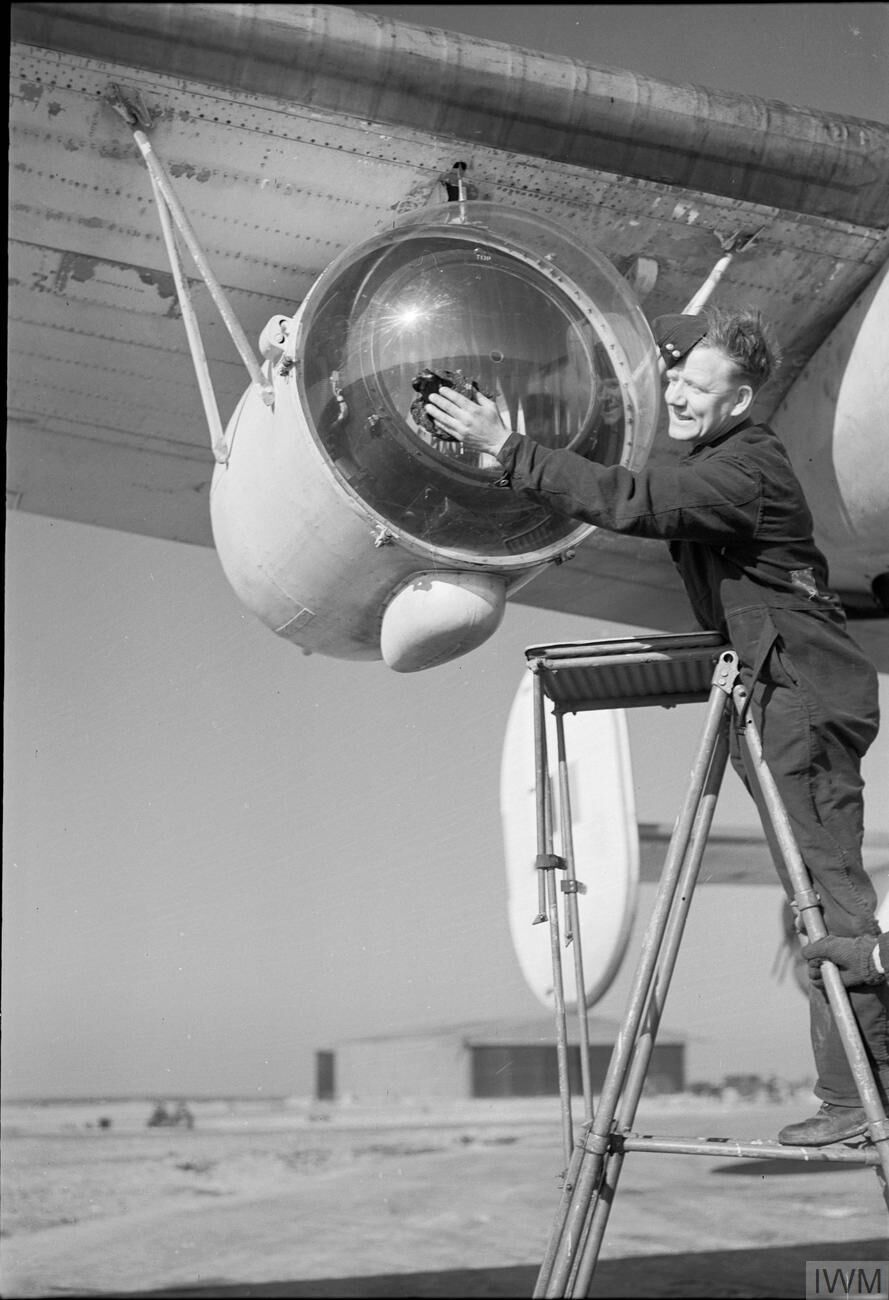
Le projecteur Leigh utilisé pour détecter de nuit les sous-marins naviguant en surface, monté sur un B-24 Liberator, 26 février 1944.

Côté positif, le Coastal Command commença à accroître ses capacités ASM. Avec l'apparition des roquettes, des grenades ASM de 250 livres disposant de pistolets hydrostatiques améliorés, autorisant un usage à faible profondeur, et celle des projecteurs Leigh. Les radars embarqués, en dépit de la priorité accordée au Bomber Command, entraient aussi en service. Le 6 juillet 1942 un U-boot est coulé grâce au projecteur Leigh, début d'une série de 42 destructions. Les Allemands s'accordèrent quelque répit en mettant en service le Metox, détecteur dérivé d'une invention française. Les Alliés répliquèrent avec un affaiblissement du signal émis par le radar, rendant sa détection plus difficile. Ultérieurement l'apparition des radars centimétriques rendra inefficace le détecteur allemand.
Durant l'année 1942, le Coastal Command coula, seul ou en coopération avec la Marine, 27 sous-marins et en endommagea 18 autres. En comparaison, le Bomber Command, qui avait pour priorité d'obtenir les ressources demandées, aux dépens du Coastal Command, fut incapable de détruire ne fût-ce qu'un seul U-Boot en voie d'achèvement dans sa cale avant avril 1944. Arthur Harris, chef du Bomber Command, déplorait l'utilisation d'avions pour des tâches défensives et insistait pour que la menace soit traitée à la base, en visant les sites de production. Un indice de l'efficacité des tactiques aériennes peut être relevé dans le fait que très peu de navires furent coulés à moins de 600 miles des eaux britanniques à la fin de 1942. Entre juin 1942 et juin 1943, 71 sous-marins furent détruits par le Coastal Command.
En février 1943, John Slessor (en) prenait ses fonctions de commandant en chef du Coastal Command. À cette époque, il y avait un débat, à l'intérieur de la RAF, sur les mesures à adopter pour mieux attaquer les U-Boote et les couler en plus grand nombre. Pour Arthur Harris, chef du Bomber Command, et pour l'USAAF, le mieux était d'attaquer leurs bases et les chantiers navals les construisant. Cela traduisait leurs visions, surtout celle de Harris qui n'admettait pas les missions « défensives » qui pouvaient être demandées à « ses » bombardiers. Slessor était d'accord sur la nécessité de participer à la lutte contre les U-Boote mais privilégiait des attaques dans le golfe de Gascogne, pendant les transits des sous-marins entre leurs bases et leurs zones d'opération. Son outil opérationnel fut le 19e Groupe de l'Air-Vice Marshal G.R Bromet. Cette offensive fut, dans sa globalité connue étant la « Seconde offensive sur le Golfe ». L'opération Gondola, du 4 au 16 février, mit en œuvre deux escadrilles de Libérator, utilisant des radars centimétriques SCR 517 (ASV III). 300 sorties furent effectuées, dix-neuf U-Boote furent repérés et huit attaqués. Mais seul, l’U-519 est coulé, par un avion de la 2e escadrille. Les unités américaines furent soudainement envoyées sur les côtes marocaines en dépit des protestations de Slessor.
Alors que Slessor voyait certaines unités lui être retirées, les capacités ASM des unités restantes étaient améliorées grâce à l'arrivée des radars centimétriques, H2S ; ils furent utilisés dans les missions au-dessus du golfe, leurs émissions étant indétectables par le Metox. Dans la nuit du 2 au 3 février, un bombardier Stirling fut abattu au-dessus de Rotterdam ; le H2S dont il était équipé put être examiné par les Allemands qui commencèrent à étudier des contre-mesures. Frappés par le caractère novateur de sa conception, ils réalisèrent que leurs propres recherches étaient largement dépassées. Harris avait réussi à se faire attribuer la plus grosse part des ressources et utilisait le H2S. Ce radar avait aussi son utilité en matière de lutte ASM. L'escadrille n°172 (en), comme la 407e (canadienne) (en), disposait de ce radar en sus du projecteur Leigh. Un appareil de la 172e mena la première attaque le 5 mars, contre l’U-333, mais fut abattu. Le sous-marin nota que rien n'avait prévenu de l'attaque et l'information remonta à son commandement. L'opération Enclose, du 20 au 28 mars 1943, allait apporter une revanche. Pendant ces quelques jours, 41 U-Boote transitèrent par le golfe de Gascogne ; 26 furent repérés et 15 attaqués. Seul l’U-665 fut détruit, par un Wellington de la 172e. Enclose II, du 6 au 13 avril, permit d'en repérer 11, d'en attaquer 4 sur les 25 U-Boote ayant traversé la même zone. Seul l’U-376 fut coulé par un appareil de la 172e. L'opération Derange prit la suite, et Bromet fut capable d'y affecter 70 appareils équipés de H2S, B-24, Wellington, et Halifax. La seule destruction enregistrée fut celle de l’U-526, et encore par l'action d'une mine. Cette offensive prit fin le 30 avril 1943. Dans l'ensemble, les résultats n'étaient pas à la hauteur des espérances. Pour 80 440 heures de vol effectuées, le Coastal Command avait perdu 170 appareils, coulé 10 U-Boote et en avait endommagé 24 autres.
Si l'offensive sur le golfe de Gascogne n'avait pas atteint ses objectifs, au milieu de l'Atlantique, la chance commençait à tourner en faveur du Coastal Command. En 1943, il commença à recevoir des appareils à long rayon d'action dont il avait besoin. En mars, des Liberator et un nombre croissant d'appareils de fabrication britannique, comme des Halifax et Lancaster, lui furent fournis pour les besoins de la lutte ASM. En mai, 202 U-Boote furent repérés, 128 d'entre eux faisant l'objet d'attaques. Le Coastal Command enregistra des pertes importantes pendant cette période mais infligea une défaite décisive aux U-Boote. De plus, les briseurs de blocus allemands ne purent apporter leurs cargaisons dans les ports de la côte atlantique tenue par les Allemands. Dans le courant du mois de mai 1943, le commandant de la 58e escadrille (en), le Wing Commander Wilfrid Oulton (en), mena en personne des missions au-dessus des eaux du golfe de Gascogne ; avec son Halifax, il participa à la destruction de trois sous-marins. Le 7 mai, destruction de l’U-663, l’U-463 le 15 mai ; le 31 mai, il participa, avec des appareils des 228e (en) et 10e escadrilles, à la mise à mort de l’U-563,,.
Pour l'ensemble de l'année 1943, les pertes en U-Boote se montèrent à 258 unités, toutes causes confondues. Sur ce total, 90 furent coulés par le Coastal Command et 51 endommagés. jusqu'alors, il avait repéré un U-Boot en 825 occasions, et porté 607 attaques. Seules 27 d'entre elles aboutirent à une destruction ; dans trois autres cas, la destruction fut partagée entre plusieurs intervenants ; 120 furent endommagés. En contrepartie, 233 avions avaient été perdus ; à cause des conditions météo dans 116 des cas. Le 19e Groupe de la RAF (en), chargé des attaques au-dessus du golfe de Gascogne, avait perdu, pour sa part, 179 appareils.

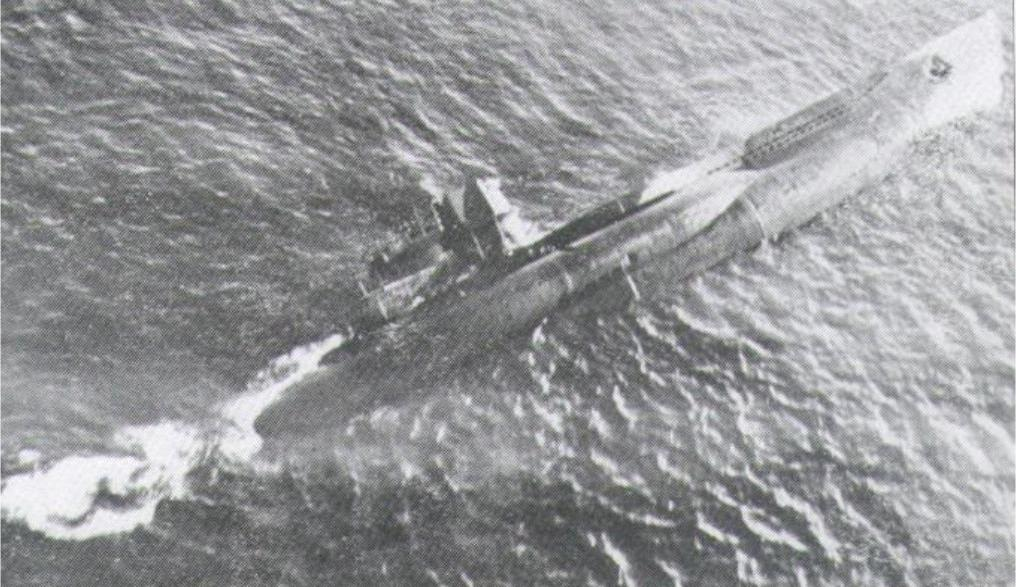
L’U-617, sous-marin allemand de type VIIC, endommagé le 12 septembre 1943 par un Wellington de la dans une attaque avec le projecteur Leigh. L'épave sera détruite par la Royal Navy peu de temps après.

La défaite des U-Boote dans la partie centrale de l'Atlantique et leur repli vers le golfe de Gascogne, accru naturellement la densité de sous-marins dans ces eaux. Cela conduisit Slessor à reconsidérer la stratégie d'interdiction qui avait déjà été essayée, et avait échoué, en 1941 et 1943. Les conditions étaient extrêmement différentes. En premier lieu, la généralisation de l'emploi du radar, permettant d'augmenter le nombre de détections, et, en second lieu, l'augmentation du flux d'informations venant d'Ultra qui avait brisé les codes Enigma et confirmé le changement de stratégie des Allemands. De la sorte, les Britanniques purent se concentrer à nouveau sur le golfe de Gascogne.
Quand les opérations aériennes reprirent au-dessus du golfe, le Coastal Command découvrit que les commandants de U-Boot appliquaient une nouvelle stratégie d'évitement, mais aussi de nouvelles tactiques. Les équipages des U-Boote avaient reçu l'ordre de traverser la zone du golfe, en groupes et en plongée, de nuit, mais en surface de jour afin de démultiplier leur puissance de feu anti-aérien. La Luftwaffe, de son côté, fournit des Junkers Ju 88, chasseurs de nuit, pour escorter les sous-marins. Ni la puissance de feu supérieure, ni la détermination des équipages allemands, aviateurs ou sous-mariniers, n'eut d'effet sur l'ardeur au combat de leurs adversaires britanniques. La « troisième offensive sur le golfe » devint la plus sanglante des confrontations avions contre sous-marins, causant beaucoup de pertes. Au 17 juin, en dépit de leurs efforts pour se défendre, les U-boote recommençaient à effectuer leurs passages de jour en plongée. Leurs pertes continuèrent à augmenter ; du 1er juillet au 2 août 1943, 86 U-Boote tentèrent la traversée, 55 furent détectés et 16 coulés ; le tout pour le prix de 14 avions.
La Luftwaffe fit des efforts importants pour défendre les submersibles. En août, 17 avions allemands et six alliés furent abattus au-dessus du golfe. Les Dornier Do 217 et les Ju 88, équipés de la bombe planante Henschel Hs 293, furent aussi utilisés, obligeant les unités de la Royal Navy à se retirer des opérations ASM sur cette zone. Les U-Boote reçurent l'ordre de se faufiler le long des côtes espagnoles, limite de portée des appareils du Coastal Command, mais surtout en violant les eaux territoriales de cet État neutre. Cette décision tactique permit à l'amiral Dönitz de corriger l'erreur précédente qu'avait été celle qui avait fait passer ses submersibles dans la zone d'action des bases aériennes alliées ; de la sorte, les Allemands se procurèrent un peu de répit. Leurs succès avaient atteint leur apogée en juillet 1943, ils ne devaient jamais revenir à ce niveau.

### Contre les U-Boote, 1944–45
La défaite des U-Boote en mai 1943 ne marqua pas la fin de la bataille de l'Atlantique. Quelque soixante d'entre eux y subsistaient et maintenaient la menace contre les convois. 
Quelques mois plus tard, un nouveau dispositif fut déployé par les Allemands, le snorkel. Inventé par les Hollandais, il fut découvert par les Allemands après leur invasion des Pays-Bas. Ce dispositif permettait à un sous-marin de naviguer en plongée en utilisant ses moteurs diesel comme en surface. Il était cependant tributaire des conditions météo et induisait une immense pression sur l'équipage, obligé de rester confiné pendant de longues périodes dans des eaux hostiles. Par la suite, le radar centimétrique Mark III, qui équipait les avions du Coastal Command, permit de détecter la partie supérieure du snorkel, celle qui dépassait à la surface et dont la fumée émise pouvait être remarquée à une distance de 1 000 pieds. La réponse technique à l'utilisation du snorkel fut la mise en service de « High Tea », série de bouées acoustiques larguées par avion, restant à la surface et permettant de détecter les sous-marins en plongée. Vers la fin de 1943, la « U-bootwaffe » perdait 20 % de ses forces par mois ; 70 % de ceux qui rentraient étaient sérieusement endommagés.
En dépit de la fin de la troisième, et dernière, offensive aérienne au-dessus du golfe de Gascogne, les patrouilles continuèrent jusqu'à la libération du territoire français. Les statistiques concernant ces patrouilles, entre le 1er mai et le 2 août 1943, indiquent que le Coastal Command assura 32 343 heures de vol, perdit 57 appareils (toutes causes confondues), coula 28 U-Boote et en endommagea 28 autres. Du 3 août 1943 au 31 mai 1944, ce furent 114 290 heures de vol, 123 appareils perdus (toutes causes confondues), 12 U-boote coulés et 10 autres endommagés.
Entre 1944 et 1945, l'efficacité des U-Boote ne fit que diminuer. Ils restaient en mer pour accaparer le plus possible des moyens aériens et navals des Alliés et pour diminuer la pression pesant sur les deux autres composantes de l'Armée allemande, la Heer et la Luftwaffe). Quand les Alliés lancent l'opération Overlord en juin 1944, les U-Boote essayèrent d'interdire le trafic maritime en Manche, mais perdirent 24 d'entre eux entre le 6 et le 30 juin. Douze U-Boote basés en Norvège furent déplacés pour agir à partir des bases de la côte française et renforcer les 35 déjà sur place. Durant leur premier jour de navigation, ils durent faire face à 50 attaques. Six d'entre eux, endommagés, furent forcés de faire demi-tour. Le 25 août 1944, devant l'avance des Alliés vers les ports français, tous les U-boote reçurent l'ordre de gagner la Norvège, ce qui fut effectif à la fin du mois de septembre. Entre le 6 juin et le 31 août, 20 des 30 submersibles équipés de schnorchel ont été coulés. À la fin de l'année 1944, le Coastal Command participa à l'interception de 47 % des U-Boote repérés, conduisant à la destruction de 20 % de ceux-ci.
À cette époque, le principal détecteur utilisé par les Alliés était le détecteur d’anomalies magnétiques (en anglais : Magnetic Airborne Detector, (MAD)). Il fut mis en service en 1943, pour découvrir que ses proies avaient déserté les eaux côtières. Ce dispositif était capable de reconnaître, et de localiser, les variations du champ magnétique terrestre produites localement par la masse métallique que représentait le sous-marin. Il demandait quelques compétences pour être mis en œuvre et n'était vraiment efficace qu'en passant au-dessus de la cible, à faible altitude. Il obtint quelques succès dans le détroit de Gibraltar, mais fut inefficace dans les eaux britanniques pour de multiples raisons. Le seul succès MAD officiellement reconnu dans les eaux britanniques fut la destruction de U-1055, au large d'Ouessant, le 30 avril 1945. Les autres inventions, furent le radar centimétrique, les bouées acoustiques et la torpille FIDO (officiellement Mine Mk 24). Ces armes furent à l'origine de la destruction des U-905 et U-296, coulés par des appareils des 86e (en) et 120e (en) escadrilles.
À l'aube de la dernière année du conflit, les Allemands regagnèrent un peu de terrain dans la compétition technologique. Le Grand Amiral Dönitz n'avait pas perdu espoir de renverser les conditions stratégiques de la guerre sous-marine. De nouveaux types d'U-Boote sont disponibles : les types XXI, XXII et XXIII. Il en attendait la possibilité de menacer les eaux côtières britanniques. Ces nouveaux types étaient plus rapides et plus difficiles à détecter. Cinq type XXIII, opérant dans les eaux britanniques coulèrent sept navires, deux d'entre eux le 7 mai 1945, sans aucune perte. À la fin du mois d'avril 1945, ce sont douze Type XXI qui avaient achevé leur entraînement, mais un seul partit en opération avant la capitulation ; à la même date, 99 autres étaient en cours d'entraînement. Leur apparition fut trop tardive. Le gros des missions continua à être assuré par les anciens type VII, qui souffrirent de lourdes pertes de la part des avions alliés ; vingt-trois d'entre eux furent coulés dans les eaux britanniques durant les cinq dernières années de la guerre. Se trouvant confrontés à une période inverse de celle des « Jours Heureux », les U-boote de la Baltique perdirent la moitié d'entre eux, 83 au total par les attaques de l'aviation alliée.
En réaction, les sous-marins allemands abandonnèrent la Baltique pour la Norvège, à travers les champs de mines, en longeant la côte suédoise. Les groupes 16 et 18 (en) du Coastal Command remportèrent des succès, en avril et mai 1945, contre ces sous-marins qui naviguaient en surface par crainte des mines. Les Mosquitos et les Beaufighters de ces deux groupes coulèrent plusieurs de ces U-boote. La dernière destruction fut effectuée le 7 mai 1945 quand un Catalina de la 210e (en), piloté par le Flight Lieutenant K. Murray, infligea des dommages irréparables à l'U-320, qui coula trois jours plus tard avec son équipage.
Au cours des trois dernières années de la guerre, le Coastal Command coula davantage d'U-Boote que n’importe quel autre service, tout en conservant son avance technologique depuis 1943. La nouvelle menace des Type XXI et des Type XIII arrivait trop tard pour inverser le cours des choses. Les opérations militaires officielles prirent fin le 4 juin 1945 à minuit. La dernière mission fut conduite par le Wing Commander J. Barret, DFC, commandant la 201e escadrille (en). À ce moment, 2 000 décorations avaient été accordées, dont 4 Croix de Victoria, 17 Médailles de George, et 82 Ordre du Service distingué.

## Opérations offensives 1940—1945

### Premiers combats
Jusqu'à la fin de 1940, les opérations anti-navires du Coastal Command contre le trafic maritime allemand dans le nord-ouest de l'Europe se bornèrent à six navires coulés, pour 5 561 tonnes, et 14 autres sérieusement endommagés. En contrepartie, 158 avions furent perdus (toutes causes confondues), soit 26 pour chaque navire. Les pertes humaines s'élevaient à 600 personnes, dont 46 à 50 prisonniers de guerre. La performance du Coastal Command contrastait fortement avec celle du Bomber Command, dans son activité de mouillage de mines, qui avait dans la même période, envoyé par le fond 86 navires ennemis, pour 82 983 tonnes, endommagé 10 autres ; le tout pour le prix de 31 appareils seulement. Les performances médiocres des escadrilles d'assaut du Coastal Command venant d'un renseignement défaillant et d'équipements obsolètes, dont le remplacement lui était refusé, la priorité étant accordée à d'autres rôles.
Comme les plans établis avant guerre n'avaient pas pris en compte la lutte contre le trafic maritime ennemi, la recherche d'informations dans ce domaine n'était pas considérée comme faisant partie des priorités, et, une fois le conflit enclenché, il fut difficile d'établir à la hâte les moyens d'obtenir rapidement les informations souhaitées, particulièrement après la chute de la Norvège puis de la France en avril et mai 1940. L'étendue du déficit en renseignements au début de la campagne du Coastal Command peut être évaluée en constatant que les planificateurs du ministère de l'Air ignoraient de quels types d'armements anti-aériens pouvaient être installés sur les cargos ennemis. Les taux de pertes, dépassant souvent les 20 %, remirent les pendules à l'heure en 1940.
L'incapacité du Coastal Command à obtenir des résultats tangibles conduisit l'Amirauté à se plaindre, le 5 novembre 1940, au ministère de l'Air. En décembre, il fut admis que sur les 100 nouvelles escadrilles de la RAF devant être mises sur pied, 15 soient fournies au Coastal Command. Elles ne furent opérationnelles qu'en 1941. En attendant, chaque escadrille existante devait recevoir quatre avions supplémentaires comme renfort, tandis qu'une escadrille de Beaufort, comme unité de chasse, et une autre, de Beaufort torpilleurs, furent rendues disponibles.
À la mi-1941, alors que les escadrilles anti-navires prenaient juste leurs marques, un grand nombre de personnels et d'avions furent déplacés vers Malte et vers la Desert Air Force pour s'attaquer au ravitaillement de l'Afrika Korps d'Erwin Rommel, ravitaillement venant d'Italie et à destination de l'Afrique du Nord. Les problèmes du Coastal Command étaient aggravés par la pénurie de matériel et le manque d'installations pour les essais. Reconstituer les escadrilles et les rééquiper fut lent. Ce n'est pas avant 1942 que les escadrilles d'assaut n'obtinrent la reconnaissance souhaitée, comme une conséquence de l'opération Cerberus. La maintenance était aussi de piètre qualité. Chaque service se devait d'assurer une disponibilité de ses appareils de 70 à 75 %. Pour le Coastal Command, le taux atteignait 40 %, guère plus haut que les autres à ce moment de la guerre. Des mesures furent prises et le taux de disponibilité évolua favorablement.
Une section de recherche opérationnelle (RO) fut mise sur pied, à l'instar de celles ayant fait leurs preuves aux Fighter et Bomber Command. Un certain nombre de scientifiques furent affectés à cette section du Coastal Command. Certains agirent comme conseillers de l'Air Marshal Bowhill. Cette section RO s'organisa entre quatre pôles, planification des vols et maintenance, lutte ASM, lutte contre le trafic maritime, météo et navigation. Celui consacré à la lutte ASM reçut le plus d'attention ; les trois autres ne furent vraiment pris en considération qu'à partir de 1943, quand la menace des U-boote eut été contenue et qu'un certain ascendant avait été pris sur eux,.
En juillet 1941, les Blenheim du 2e Groupe du Bomber Command rejoignirent la campagne d'attaque du trafic maritime ennemi. Ils revendiquèrent 104 navires coulés et 72 endommagés. Mais seuls 73 furent officiellement reconnus comme détruits et 62 endommagés, pour des tonnages correspondants de 178 000 et 96 780 tonnes. En août 1941, ces chiffres furent réévalués à, respectivement, 31 et 58, pour des tonnages de 73 348 et 148 000 tonnes. Ces chiffres se révélèrent, après-guerre, encore surévalués et le bilan final admis fut de sept navires coulés, pour un tonnage de 9 556 tonnes, et six endommagés, pour un tonnage de 13 088 tonnes.
Les résultats s'améliorèrent après l'automne 1941. Plus de ressources, de meilleurs entraînements et équipements, ainsi que des appareils plus adaptés, amenèrent une augmentation du nombre de navires coulés. En 1942, le nombre croissant de meilleurs avions et un meilleur armement permirent aux capacités offensives du Coastal Command d'augmenter considérablement.

### Période suivante
Le Bristol Beaufort apporta une réponse aux problèmes pour les opérations à moyenne distance, mais ceux liés aux opérations à grande distance subsistaient. Le 2e Groupe de la RAF, dépendant du Bomber Command, prit en charge, de mars à octobre, les attaques contre le trafic maritime ennemi mais ses Blenheims n'étaient pas adaptés. La réponse se trouvait dans le Bristol Beaufighter ; il offrait en même temps vitesse, robustesse et endurance, ainsi qu'une aptitude multi-rôles par la diversité des armements qu'il pouvait emporter. Opérationnel au début de 1942, il eut un impact immédiat. En septembre, 15 escadrilles furent mises sur pied pour être opérationnelles en avril 1943 dans des unités destinées à l'attaque du trafic maritime, les « Strike Wings ». Le premier commence ses activités en novembre 1942, avec les escadrilles 143, 236 et 254 sur la base de North Coates (en). Le manque d'expérience des équipages se traduisit par de lourdes pertes pour des résultats peu probants. Mais après leur retrait et un entraînement plus poussé, elles retournèrent au combat en avril 1943 avec plus de succès. En mai 1943, il reçoit des De Havilland Mosquito ; ceux-ci commencent leurs opérations le 22 juin, utilisant des roquettes. L'une des premières escadrilles du Coastal Command équipées de Mosquito fut la 333e, en mai ; son personnel était norvégien. En octobre des FB VI Mosquitos furent utilisés et, plus tard, des types XVIII équipés d'un canon Molins de 57 mm, désignés sous le nom de « Tsetse » ; une version portant un canon d'un calibre encore plus important, 3,7 pouces anti-aérien modifié pour servir de canon antichar (OQF 32 pdr (en)), fut testé mais ne fut pas mis en service avant la fin de la guerre. Les roquettes, comme le canon Molins, furent efficaces, donnant au Coastal Command les avions dont il avait besoin pour s'attaquer au trafic maritime ennemi sur une grande échelle. En janvier 1944, la construction navale allemande ne pouvait plus compenser les pertes en cargos subies ; entre janvier et avril 1944, ils perdirent, du fait de l'action du Coastal Command, un tonnage de 38 202 tonnes. De juin à août, sept navires furent coulés dans les eaux norvégiennes. L'escadre basée à Banff (en) coula 17 autres navires (23 582 tonnes) entre septembre et décembre 1944, avec deux autres navires coulés en coopération et dix endommagés (le tout pour 10 000 tonnes de plus). À cette époque, l'arme principale des Mosquito était la roquette RP-3.
Les résultats de l'offensive du Coastal Command contre le trafic maritime allemand sont regroupés dans les tableaux suivants :

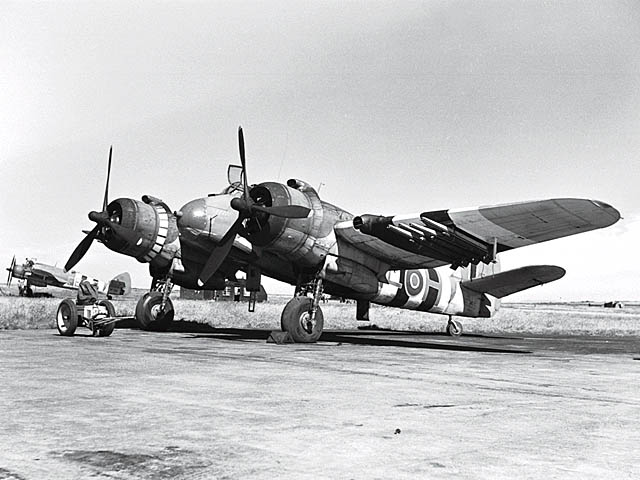
Le Beaufighter Mk X. Ce type fut l'un des avions-torpilleurs les plus efficaces pour l'attaque du trafic maritime ennemi. Il fut disponible en nombre suffisant en 1943.

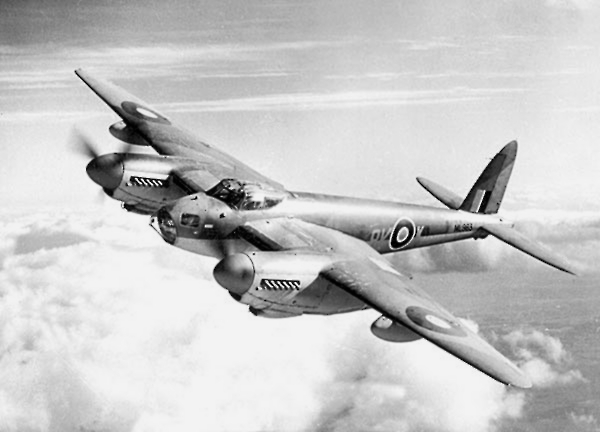
Le De Havilland Mosquito fut le meilleur appareil pour l'attaque du trafic maritime ennemi.

| Année | navires coulés | navires endommagés | Tonnage coulé | Tonnage endommagé |
| ----- | -------------- | ------------------ | ------------- | ----------------- |
| 1940  | 2              | 8                  | 2 860         | 32 176            |
| 1941  | 9              | 3                  | 23 274        | 15 042            |
| 1942  | 13             | 5                  | 27 139        | 17 559            |
| 1943  | 18             | 2                  | 41 944        | 19 093            |
| 1944  | 99             | 6                  | 80 105        | 15 449            |
| 1945  | 37             | 4                  | 14 686        | 24 444            |

| Année | navires coulés | navires endommagés | Tonnage coulé | Tonnage endommagé |
| ----- | -------------- | ------------------ | ------------- | ----------------- |
| 1940  | 4              | 6                  | 2 701         | 15 486            |
| 1941  | 16             | 15                 | 19 659        | 29 685            |
| 1942  | 8              | 6                  | 27 349        | 16 075            |
| 1943  | 10             | 2                  | 33 083        | 1 785             |
| 1944  | 42             | 29                 | 68 308        | 98 110            |
| 1945  | 67             | 32                 | 116 743       | 120 493           |

| Année | navires coulés | navires endommagés | Tonnage coulé | Tonnage endommagé |
| ----- | -------------- | ------------------ | ------------- | ----------------- |
| 1940  | 0              | 0                  | 0             | 0                 |
| 1941  | 3              | 2                  | 8 932         | 39 640            |
| 1942  | 5              | 9                  | 942           | 48 478            |
| 1943  | 4              | 1                  | 9 732         | 6 240             |
| 1944  | 29             | 4                  | 34 779        | 13 699            |
| 1945  | 0              | 0                  | 0             | 0                 |

## Autres théâtres d'opération
Le Coastal Command ne joua qu'un rôle secondaire sur le théâtre d'opération méditerranéen. Les escadrilles 202 (en) et 233 opérèrent depuis Gibraltar, rattachées au AHQ Gibraltar, sous le commandement de l'Air Commodore S.P. Simpson, et furent impliquées dans la destruction des U-74 et U-447, respectivement les 2 et 7 mai 1943.

## Opérations non liées aux combats

### Vols météo

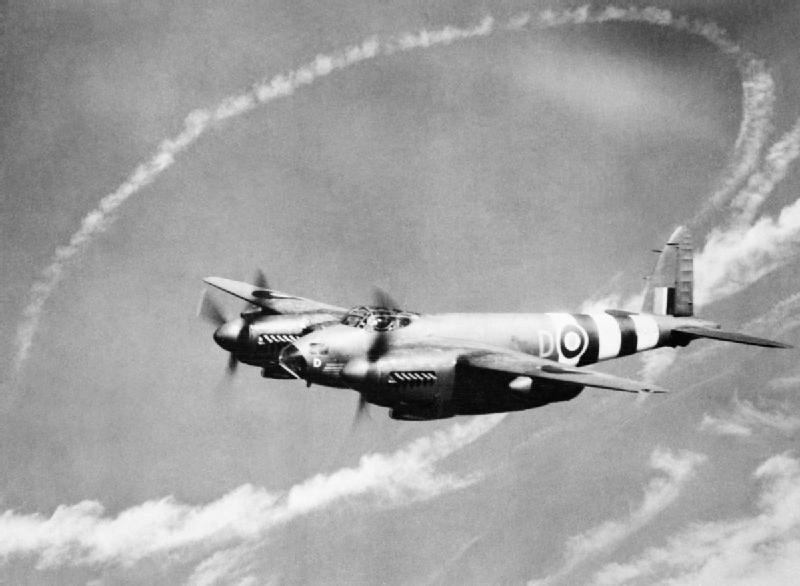
Mosquito PR Mark IX ML897 du 1409e Flight en 1944.

Le Meteorological Flight fut mis en place le 1er novembre 1924. Son rôle principal était de prendre des mesures de température, pression atmosphérique, humidité et conditions météo générales du niveau de la mer à 18 000 pieds. Ces vols étaient désignés THUM (Température/Humidité). Pour l’Europe, les changements des conditions atmosphériques proviennent habituellement de l'ouest, de l'Atlantique. L'Office Météorologique (en anglais : Meteorological Office (MET)) se basait à cette époque sur les observations faites par les navires. Utiliser des avions pour ces tâches fut un besoin ignoré jusqu'en 1939, d'abord par manque d'appareils disponibles. En juin 1940, le Bomber Command commença à s'inquiéter des contraintes météo pour les atterrissages et de la qualité de ces prévisions ; ce qui amena la création des 403e, 404e et 405e escadrilles pour répondre à ce besoin. Les itinéraires requis par le MET demandaient des distances à parcourir pouvant atteindre 1 000 milles nautiques. Le Hudson aurait été l'avion idéal, mais comme il n'y en avait pas de disponible, des Bristol Blenheim furent utilisés. À compter du 1er mars 1941, le Coastal Command assuma le contrôle opérationnel de toutes ces unités. Elles furent renommées 1401e à 1406e « flights » et furent rattachées au 18e Groupe de la RAF (en). En octobre 1940, deux unités supplémentaires, 1407e et 1408e ; furent mises sur pied et stationnées en Islande. Plusieurs types d'avions monomoteurs furent utilisés, des Gloster Gladiator, des Hawker Hurricane et des Supermarine Spitfire. Les missions étaient essentiellement conduites, en temps de guerre, jusqu'à 15 000 pieds, altitude à partir de laquelle l'altimètre utilisé n'était plus fiable. Des altimètres Mk. 14B OACI furent aussi utilisés. Les avions devaient rester deux minutes à l'altitude prescrite, le temps que les instruments se calent et se stabilisent.
De l'été 1940 à mars 1942, un grand nombre de missions météo furent menées. Le 1405e flight mena 291 missions depuis Tiree en Écosse, couvrant l'océan Atlantique à l'ouest des Îles Féroé. En 1943, des appareils à long rayon d'action, Handley Page Halifax et De Havilland Mosquito, devinrent disponibles en nombre croissant. En mars 1943, les Mosquito de la 521e (en) rejoignirent le 8e Groupe d'éclaireurs (« 8th Pathfinder Group ») en tant que 1409e « flight ». Les Halifax de la 518e, basés à Tiree commencèrent, le 15 septembre 1943, à conduire des missions à très longue distance au-dessus de l'Atlantique central. Lors de ces missions, des relevés étaient effectués tous les 50 milles nautiques. La pression atmosphérique au niveau de la mer était relevée tous les 100 milles nautiques. La mission type comprenait une montée à 18 000 pieds sur le chemin du retour ; le vol se poursuivait à cette altitude pendant 500 milles nautiques, puis une descente lente jusqu'à 1 500 pieds jusqu'à la base. D'autres vols étaient effectués au-dessus de l'Atlantique, du golfe de Gascogne, de la Mer du nord ainsi qu'au-dessus de la partie occidentale de la Méditerranée. Entre novembre 1943 et juin 1944, le Coastal Command fournit 91 % de l'ensemble des vols météo des Alliés. Les missions conduites au-dessus de l'Atlantique le 4 juin 1944 contribuèrent à la décision de lancer l'opération Overlord le 6 juin. À elle seule, la 518e escadrille mena des vols météo pendant 363 jours au cours de l'année 1944.

### Operations de sauvetage

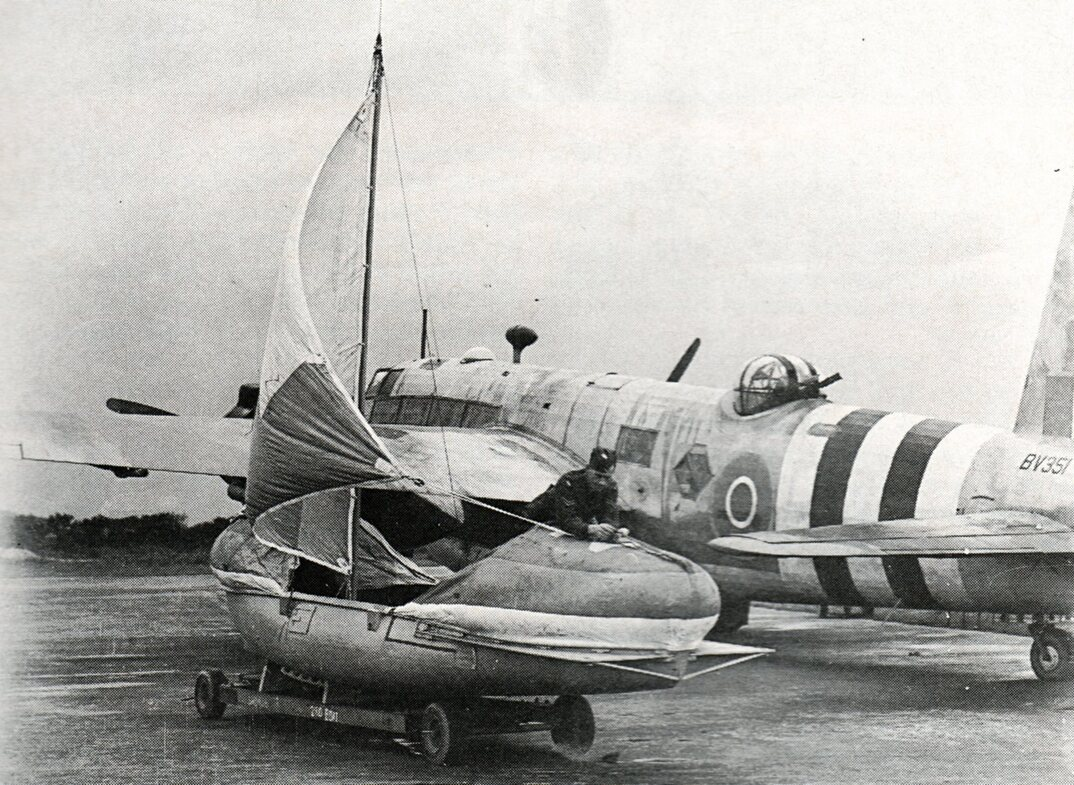
Un canot de sauvetage aéro-transporté, équipé pour naviguer à la voile, devant un Warwick du Coastal Command. Celui-ci porte les marques correspondant au Débarquement de Normandie (6 juin 1944).

Avant la Seconde Guerre mondiale, les Britanniques n'avaient pas de service de sauvetage en mer utilisant des moyens aériens (en anglais, « Air-Sea Rescue », ASR) pour porter secours aux aviateurs tombés en mer. Ceux-ci devaient porter leurs espoirs vers le Royal National Lifeboat Institute (RNLI), les remorqueurs de sauvetage, les navires proches ou, s'ils étaient dans leurs zones d'action, vers les vedettes rapides (« High Speed Launches (en) » (HSL)) présentes sur les bases d'hydravions. Au milieu des années 1930, d'autres modèles d'HSL avaient été construites, capables de couvrir 500 milles, mais il n'y en avait que sept en service en 1938. Le 14 janvier 1941, le premier service de sauvetage ASR est mis sur pied (« Directorate of Air Sea Rescue Services »), utilisant différents types d'avions. Des Westland Lysander servant à surveiller le long des côtes, ou des Supermarine Walrus pour les opérations à plus grande distance. En juin 1941, les activités ASR avaient augmenté de 35 %. Le ministère de l'Air estima qu'il devait faire mieux. Il fut fusionné avec un autre service, le « Directorate of Aircraft Safety ». Le 23 septembre 1941 l' Air Marshal John Salmond prit la direction de cette organisation. En octobre 1941, les missions ASR furent confiées aux escadrilles 275 et 278 de la RAF. Elles furent épaulées par deux escadrilles du Coastal Command, équipées de Hudson. Le 16e Groupe de la RAF reçut l'autorisation, le 24 octobre, de créer la 279e escadrille, qui serait spécialisée dans les missions ASR. Le 28 novembre 1941, une nouvelle escadrille, la 280e, est créée ; elle est équipée de Anson à la place des Hudson, requis pour la lutte ASM. Durant 1942, le canot Mark I Airborne Lifeboat (en), gréeable en voilier, était en production ; il était destiné à être largué au-dessus des naufragés.

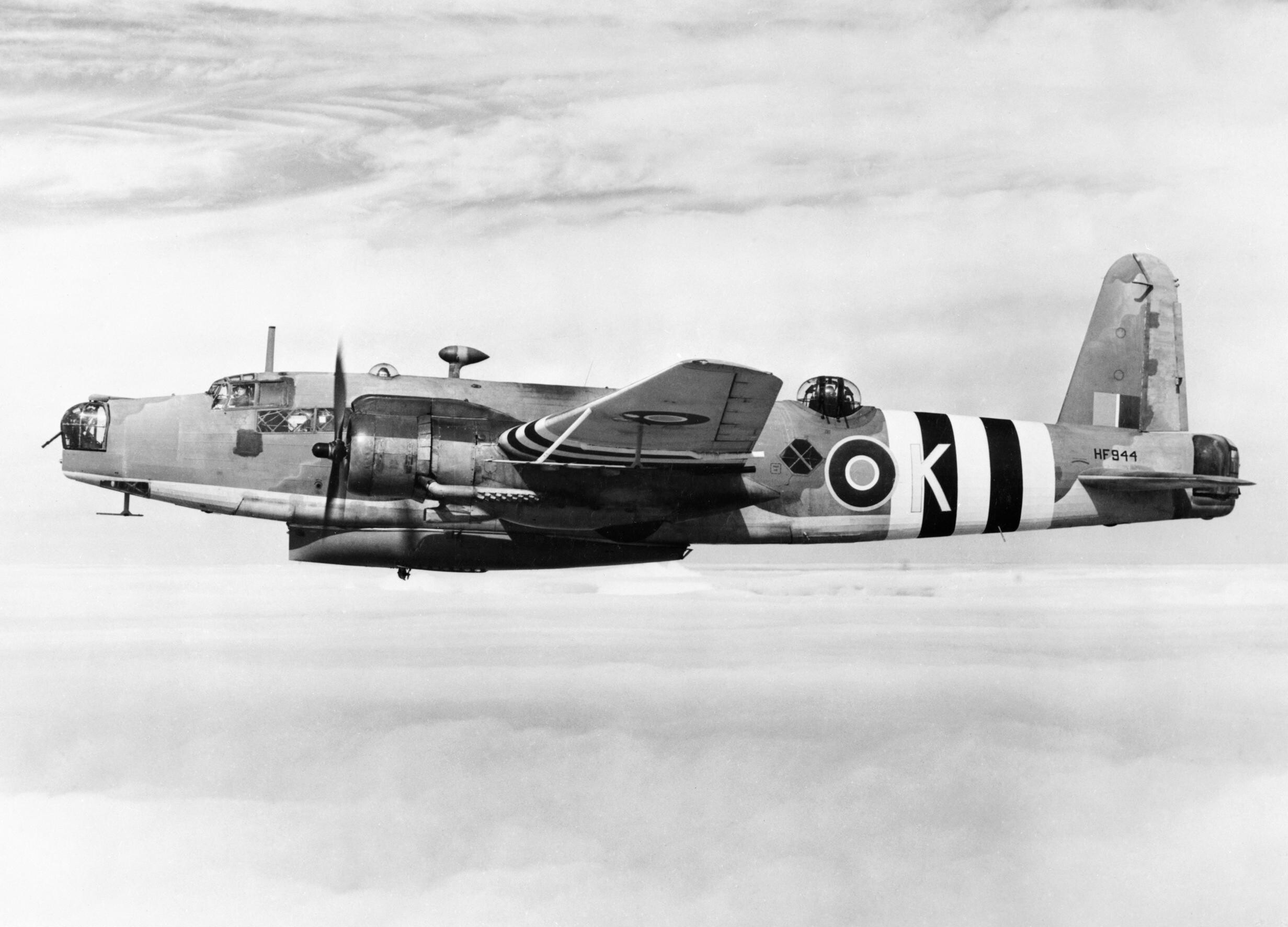
Vickers Warwick de la escadrille, portant un canot de sauvetage Mark IA Lifeboat.

L'adaptation des avions à ces missions de sauvetage fut de nouveau mise en question durant le conflit. Les Anson et Boulton Paul Defiant ne furent pas considérés comme adaptés. Le Vickers Warwick fut choisi pour être le principal appareil pour les missions ASR. Quatre escadrilles, de 20 appareils chacune, furent converties pour les missions ASR et actives au printemps 1943, mais la mise en place fut laborieuse. L’effort consenti fut payant ; en mai 1943, 156 membres du Bomber Command furent sortis de l'eau par la seule 279e escadrille. À la fin de l'année 1943, le Coastal Command avait porté secours à 1 684 aviateurs, sur les 5 466 ayant, a priori, fini dans l'eau. Pour le D-Day, 6 juin 1944, 163 aviateurs et 60 autres personnes furent secourues. Pour le mois de juin 1944, 355 personnes furent sauvées par les unités ASR du Coastal Command. Au total, 10 663 personnes furent secourues par les opérations ASR du Coastal Command. Sur ce nombre, 5 721 étaient des aviateurs alliés, 277 des aviateurs ennemis, et 4 665 d'autres naufragés.

### Opérations de reconnaissance

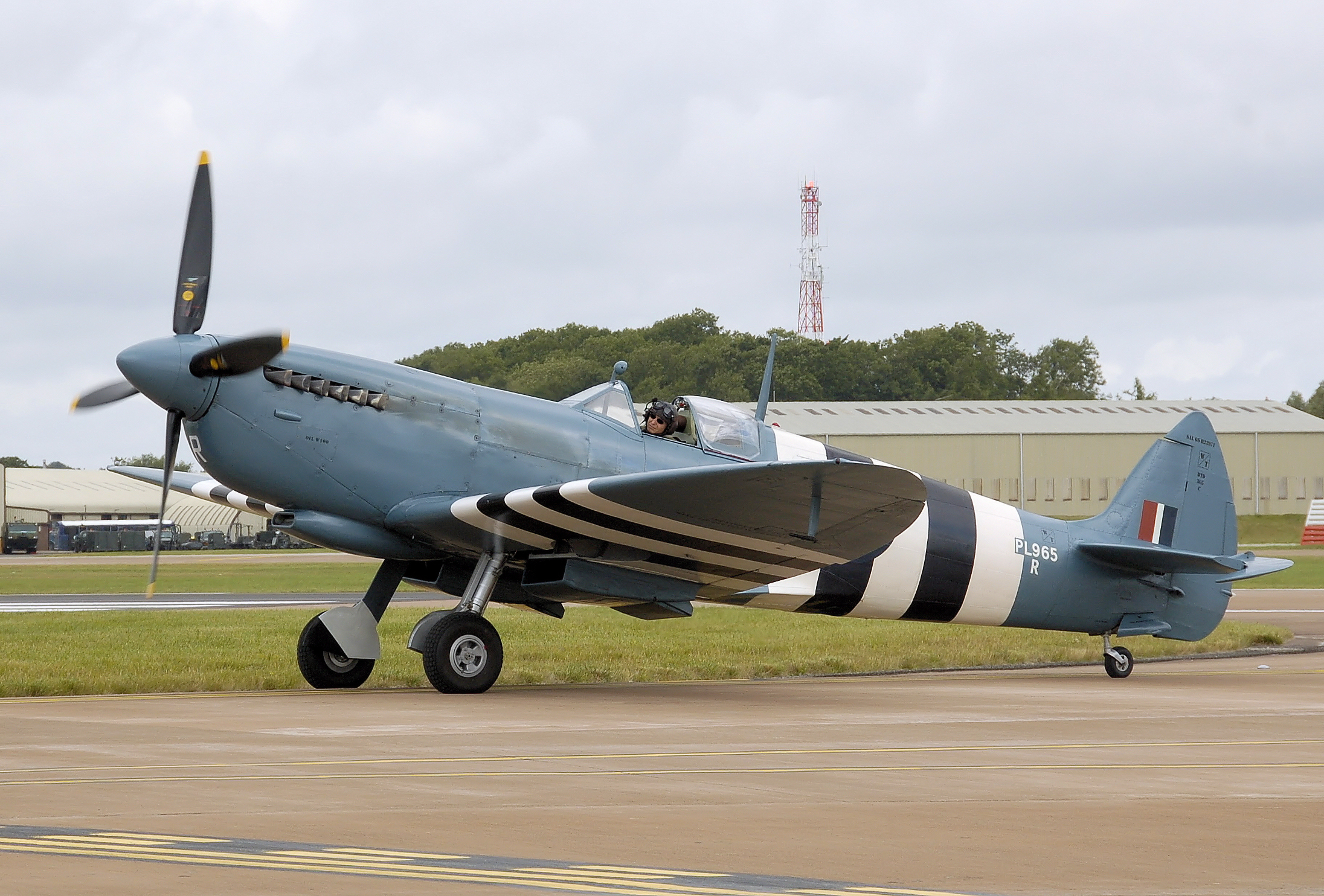
Ce Spitfire PR Mk XI (PL965) fut construit sur la base RAF d'Aldermaston.

En 1936, le chef du renseignement aérien, membre du Secret Intelligence Service, le Wing Commander F. W. Winterbotham, mit au point des techniques de photographies aériennes, en collaboration avec son allié français. L'objectif était de collecter des informations sur les cibles allemandes. À l'été 1939, cette tâche était remplie par le 2e Groupe de la RAF. Divers problèmes apparus avec l'équipement standard conduisirent à la formation d'unités spécialisées pour effectuer ces missions. L'une des premières escadrilles à agir comme unité de reconnaissance photographique (en anglais : « Photographic reconnaissance », PR) fut la 212e (en), qui agit durant les campagnes dans l'Europe de l'Ouest, en mai-juin 1940 et sous le contrôle du Fighter Command. Vers la fin de cette campagne, l'Amirauté fit valoir le besoin qui était le sien pour la reconnaissance au-dessus des zones côtières et au-dessus de l'océan. Après l'évacuation par les Alliés des territoires de l'Europe de l'Ouest envahis par les armées nazies, ces opérations de reconnaissance furent attribuées au Coastal Command le 18 juin 1940. Confiées au 16e Groupe de la RAF (en), cette organisation, appelée PRU (pour : « Photographic Reconnaissance Unit ») restait sous le contrôle opérationnel du Coastal Command. Cette attribution comprenait la tâche d'interprétation des photographies.
Les premières opérations, en 1940, concernèrent l'opération Seelöwe, qui prévoyait l'invasion des îles Britanniques par les Allemands. La PRU devait recevoir 30 Supermarine Spitfire, adaptés à ce type de reconnaissance et capables de mener des vols de 1 750 miles ; mais elle n'en reçut que 13, capables de voler 1 300 miles seulement. Un mélange de « flights » de Vickers Wellington et de Spitfire fut constitué. En août 1940, les premiers Spitfires spécialisés, type PR, furent livrés mais les problèmes de mise au point laissèrent voir que la standardisation de l'équipement allait prendre du temps. En août, le Coastal Command effectua 193 sorties au-dessus des ports susceptibles d'être concernés par l'invasion projetée, aux Pays-Bas, en Belgique et en France.
Après la dissipation de la menace d'invasion, le Coastal Command se tourna vers la bataille de l'Atlantique. Durant cette période, le Costal Command utilisa des Martin Maryland, excellent appareil pour les reconnaissances photographiques. Le 13 juillet 1941, les premiers Mosquitos PR furent livrés, même s'ils ne furent pas immédiatement opérationnels. En septembre 1941, le premier flight PRU disposait de 37 Spitfires, deux Maryland et deux Mosquito. Le rayon d'action des Spitfires et des Mosquitos pouvait pénétrer profondément le territoire allemand et les ports allemands de la Baltique, surveillant la flotte de surface de la Kriegsmarine. Des vols d'une durée de 8 heures n'étaient pas exceptionnels. En cherchant le Tirpitz, un des Spitfire arriva à survoler Gdynia. Pour limiter les risques d'interception, les Spitfire volaient à une altitude de 30 000 pieds. Cette habitude ne fut pas ignorée des Allemands ; l'Amirauté ayant insisté sur l'importance de ces missions, il ne restait qu'à varier altitude et directions d'approche pour les effectuer.
Au-dessus du territoire français, les pertes devinrent importantes, en particulier sur Brest. Les défenses allemandes étaient fortes, liées en particulier aux opérations Cerberus et Donnerkeil, plan conjoint de la Kriegsmarine et de la Luftwaffe pour permettre l'évasion des navires de ligne Gneisenau, Scharnhorst et Prinz Eugen à travers la Manche. Cinq Spitfire et un Mosquito furent perdus en décembre 1941. L'échec des missions photographiques et de la localisation des navires assura le succès de leur évasion vers l'Allemagne en février 1942. Ce n'est que le jour où ils appareillèrent qu'un avion du Coastal Command eut la possibilité de la localiser, trop tard pour agir.

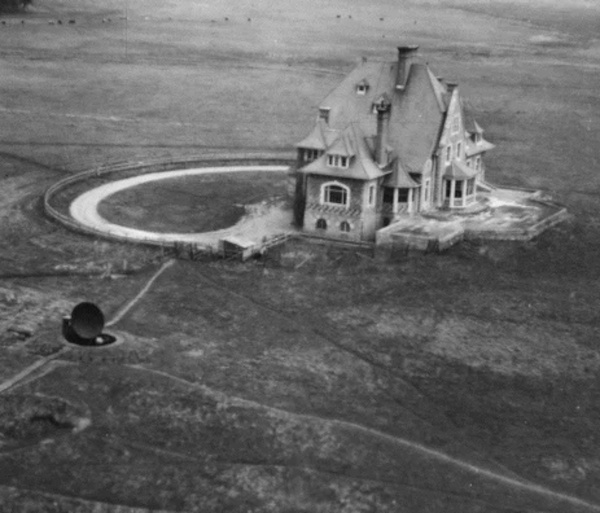
Photo prise par un Spitfire du Coastal Command d'un radar de type Würzburg.

1942 apporta plus de succès. En février, le Coastal Command identifia le Würzburg de la Luftwaffe installé en France. Pour évaluer la menace qu'il pouvait porter, les Britanniques lancèrent l'opération Biting, un raid de commando pour capturer, détruire et ramener certains de ses éléments en Angleterre. Dans le courant de l'année, les unités PRU s'établirent à huit flights et 70 appareils, qui menèrent des vols au-dessus de l'Atlantique, de la Scandinavie, de la mer du Nord et de la Baltique. D'autres furent menées à partir de Gibraltar pour l'opération Torch, débarquement allié en Afrique du Nord, afin de surveiller les mouvements de la flotte vichyste à Toulon. L'une des escadrilles les plus actives étaient équipées de Spitfire ; l'escadrille 540 (en) fut particulièrement active, au-dessus de la Norvège.
En juin 1943, les demandes de l'Amirauté ayant diminué, le PRU porta plus fréquemment assistance au Bomber Command. Durant la bataille de la Ruhr, les Spitfire PR furent intensivement utilisés pour identifier les cibles puis apprécier les dégâts. En particulier, l'escadrille 542 (en) fut utilisée pour évaluer les résultats de l'opération Chastise. La PRU fut aussi impliquée dans la localisation des sites allemands de lancement de missiles sur les côtes de la Baltique, du côté de Peenemünde, permettant ainsi leurs bombardements par le Bomber Command. En septembre 1943, l'Amirauté demanda l'aide des PRU pour l'opération Source, visant à détruire les grandes unités allemandes en Norvège. L'escadrille 544 (en) contribua à cette opération. Après le succès de cette opération, toutes les unités PR furent dotées de 20 avions.
L’identification des sites allemands de lancement de missiles par le PRU rendit possible, en 1944, l'opération Crossbow. Le Coastal Command identifia avec régularité les sites de lancement des V-1, en dépit des efforts faits par les Allemands pour les camoufler, autorisant ainsi leur bombardement, réduisant leur disponibilité d'un tiers. En juin, 69 rampes avaient été localisées mais ce ne fut que le 26 février 1945 que le Squadron Leader J.E.S. White détecta un V-2 sur son pas de tir et prêt à être lancé, montrant par là combien une arme de cette taille pouvait être discrète.
À la fin de 1944, la 540e escadrille (en) apporta son appui au 5e Groupe de la RAF (en) pour bombarder et couler le Tirpitz. Jusqu'à la fin des hostilités, il continua à couvrir l'Allemagne et la Scandinavie. De son côté, la 544e (en), autre unité de vétérans du Coastal Command, assura l'opération Frugal, transportant du courrier top secret en Union soviétique, durant la Quatrième conférence de Moscou du 9 au 20 octobre 1944. La même opération fut reconduite durant la Conférence de Yalta, en février 1945. Après la fin de la guerre, seuls les 540e et 541e escadrilles furent conservées au sein de la RAF.

## Pertes
Le Coastal Command perdit 2 060 appareils, toutes causes confondues, pendant le conflit ; 741 des pertes étant liées à des missions ASM, 876 à des missions contre le trafic maritime ennemi, 42 à des missions de largage de mines, 78 à des missions de supériorité aérienne, 129 à des missions de bombardement contre des cibles terrestres et 194 lors de missions de reconnaissance photographique.
Les pertes humaines se répartissent entre 5 863 tués au combat, 2 317 par accidents, 38 par une autre raison. 986 autres personnes furent blessées, parmi lesquelles 23 moururent de leurs blessures mais pour des causes naturelles ; 1 100 autres furent blessées pour des raisons autres que la confrontation avec l'ennemi. Au total, on comptabilisait 10 327 pertes parmi les équipages. 159 des personnels au sol furent déclarés tués au combat, 535 par accidents et 218 pour d'autres raisons. On déplora en plus 49 blessés et 224 autres personnes décédant de causes naturelles. 466 furent blessés pour d'autres causes pour un total de 1 651.